# Pierre (apôtre)
Pour les articles homonymes, voir Saint Pierre et Pierre.
Pierre (saint Pierre pour l'Église catholique et le christianisme orthodoxe), Siméon Bar-Yonah (traduit par « Simon, fils de Jonas ») selon le témoignage des Évangiles, aussi appelé Kephas (le « roc » en araméen) ou Simon-Pierre, est un Juif de Galilée ou de Gaulanitide connu pour avoir été l'un des disciples de Jésus de Nazareth.
Parmi les apôtres, il semble avoir tenu une position privilégiée du vivant même de Jésus avant de devenir, après la mort de ce dernier, l'un des trois piliers de l'Église de Jérusalem avec Jacques et Jean. Il est né vraisemblablement au tournant du Ier siècle av. J.-C. et serait mort selon la tradition chrétienne entre 64 et 68 à Rome.
L'Église catholique en fait le « prince des apôtres », le premier évêque de Rome, et revendique sa succession apostolique pour affirmer une primauté pontificale, que lui contestent les autres confessions chrétiennes, et dont l'actuel pape est le représentant.
Il a suscité un grand nombre d'œuvres artistiques, en particulier dans l'Occident latin. Son attribut habituel est un ensemble de deux clés, symbolisant soit « les clés du Royaume des cieux », soit le pouvoir qu'il a reçu de lier et délier aussi bien sur la Terre que dans les cieux (Matthieu 16:19), ; dans ce cas une clé est d'argent et l'autre d'or.

## Sources

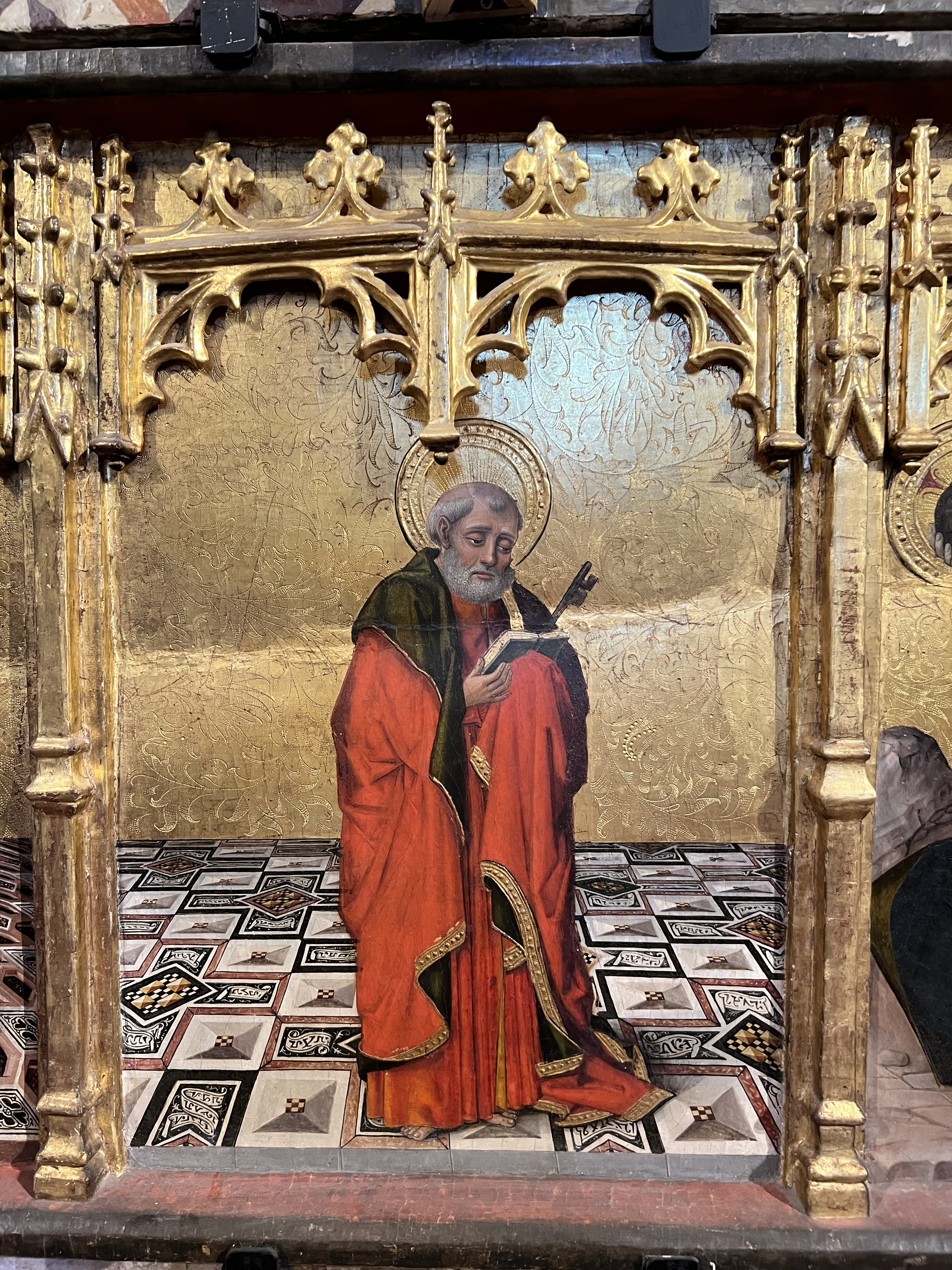
Pierre dans la prédelle du retable de la Visitation de la Vierge Marie par le Maître de Segorbe (1450–1480) (Musée de la cathédrale de Segorbe).

Le personnage historique de Pierre est peu documenté par les sources. Simon Claude Mimouni et Pierre Maraval remarquent : « Le portrait de Pierre qui ressort des textes anciens est aussi diversifié que controversé : de ce fait, il est difficile d'en rendre compte seulement en postulant une personnalité aux traits contrastés. En réalité, les documents qui parlent de Pierre reflètent surtout la croyance et la mémoire des divers milieux chrétiens qui les ont produits […]. Comme pour Jésus et d'autres personnalités « apostoliques », il est plus facile d'atteindre le Pierre de la tradition que celui de l'histoire ».
Les sources principales sont les suivantes : le Nouveau Testament (les Évangiles, les Actes des Apôtres, les Épîtres de Paul et les épîtres de Pierre (Première et Deuxième) aux communautés chrétiennes) ; la littérature apocryphe, dont certains textes datant du IIe siècle ; les Pères de l'Église, en particulier Eusèbe de Césarée, auteur de l'Histoire ecclésiastique.

## Le nom
Pierre s'appelle initialement Symon ou Simon. Jésus lui donne le nom de Simon Kephas (grec Σίμων / Símōn, « Simōn Kēphas » ; araméen Šimʻōn Kêfâ ; syriaque Sëmʻān Kêfâ), d'après son surnom araméen hellénisé Kephas — transcrit en français Cephas ou Kephas — qui signifie « roc ».
Dans l'évangile selon Matthieu, Jésus, à partir de ce surnom, fait un jeu de mots par paronomase équivalent au sobriquet anglophone « Rocky », d'où le nom que l'intéressé a reçu dans l'espace gréco-latin (petros ou petra en grec, et petrus en latin) : « Pierre (Kephas), tu es un roc (grec petros), et sur cette pierre (grec petra) je bâtirai mon assemblée (ekklésia, terme à l'origine du français église) ».
Si le surnom semble souligner un trait de caractère de ce disciple qui occupe une place prééminente dans les Douze Apôtres, on ne sait dire si, en définitive, cette dénomination correspond à l'attribution d'un nouveau nom ou à son explication théologique, entretenant un débat prolifique qui donne lieu à un nombre phénoménal de commentaires.

## Pierre dans le Nouveau Testament
Les différents noms de l'apôtre Pierre sont les plus cités dans le Nouveau Testament : ils apparaissent 181 fois (soit quatre fois plus que Paul) principalement sous la traduction grecque de Petros, dont 75 fois dans les évangiles synoptiques et 35 fois dans l'Évangile selon Jean, ce qui indique la prééminence que lui accorde originellement la première communauté chrétienne. Après Jésus, Pierre est le personnage le plus cité dans les Évangiles canoniques (très exactement 154 fois), ce qui confirme cette prééminence.

### Évangiles

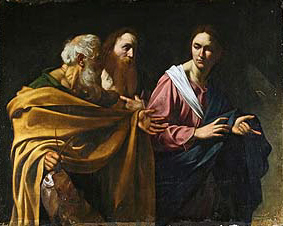
La Vocation de saint Pierre et saint André, œuvre attribuée au Caravage, Royal Collection, château de Hampton Court. Jésus se trouve à droite du tableau.

D'après l'Évangile selon Jean, Simon Bar-Jonas est originaire, avec son frère André et l'apôtre Philippe, de Bethsaïde. Les autres évangiles sont muets sur ses origines mais laissent penser à une activité à Bethsaïde voire à Capharnaüm : pêcheur sur le lac de Tibériade. Le bateau de la mer de Galilée (en) (appelé rapidement « barque de Pierre » ou « barque de Jésus ») découvert en 1986, daté du premier siècle, rappelle que ses disciples viennent de tous les milieux, notamment celui des pêcheurs dont les bateaux de pêche sur le lac de Tibériade sont mentionnés par les évangiles canoniques plus de cinquante fois, les ports de Tarichaea (en)/Magdala étant réputés pour leurs conserveries de poissons salés. Son frère André porte un nom grec, ce qui suggère « une famille de Galilée relativement prospère et ouverte sur le monde extérieur : propriétaire de son bateau, Simon fait figure de patron de pêche ».
Simon s'installe à l'occasion de son mariage dans la maison de sa belle-famille dans cette ville d'où il est peut-être lui-même originaire.
La maison familiale (localisée par la tradition et l'archéologie sous la basilique Saint-Pierre de Capharnaüm) semble servir de base pour le début de la mission itinérante de Jésus. Avec son frère André, il décide d'abandonner sa famille (selon la légende, il aurait eu une fille Pétronille de Rome, morte martyre) pour suivre Jésus à la demande de celui-ci et reçoit de lui le nom de « Kephas », les évangélistes se contredisant sur le contexte dans lequel se produit l'imposition de ce nom. Pierre est toujours cité en premier de la liste des « Douze » (Mc 3,16 ; Ac 1,13) (appelés par la suite les Douze Apôtres). À plusieurs reprises, dans les récits, Jean et Paul reconnaissent son importance, toutefois l'auteur de l'Évangile selon Jean cite en premier son frère André. Simon-Pierre manifeste sa foi au nom de tous les disciples : « Jésus leur demanda : « Et vous, que dites-vous ? Pour vous, qui suis-je ? » Alors Simon-Pierre prit la parole et dit : « Tu es le Christ, le Fils du Dieu vivant ! » (Mt 16,15-16). Jésus lui déclare alors solennellement : « Et moi, je te le déclare : Tu es Pierre, et sur cette pierre je bâtirai mon Église ; et la puissance de la Mort ne l'emportera pas sur elle. Je te donnerai les clés du royaume des Cieux : tout ce que tu auras lié sur la terre sera lié dans les cieux, et tout ce que tu auras délié sur la terre sera délié dans les cieux. » (Mt 16,18-19).

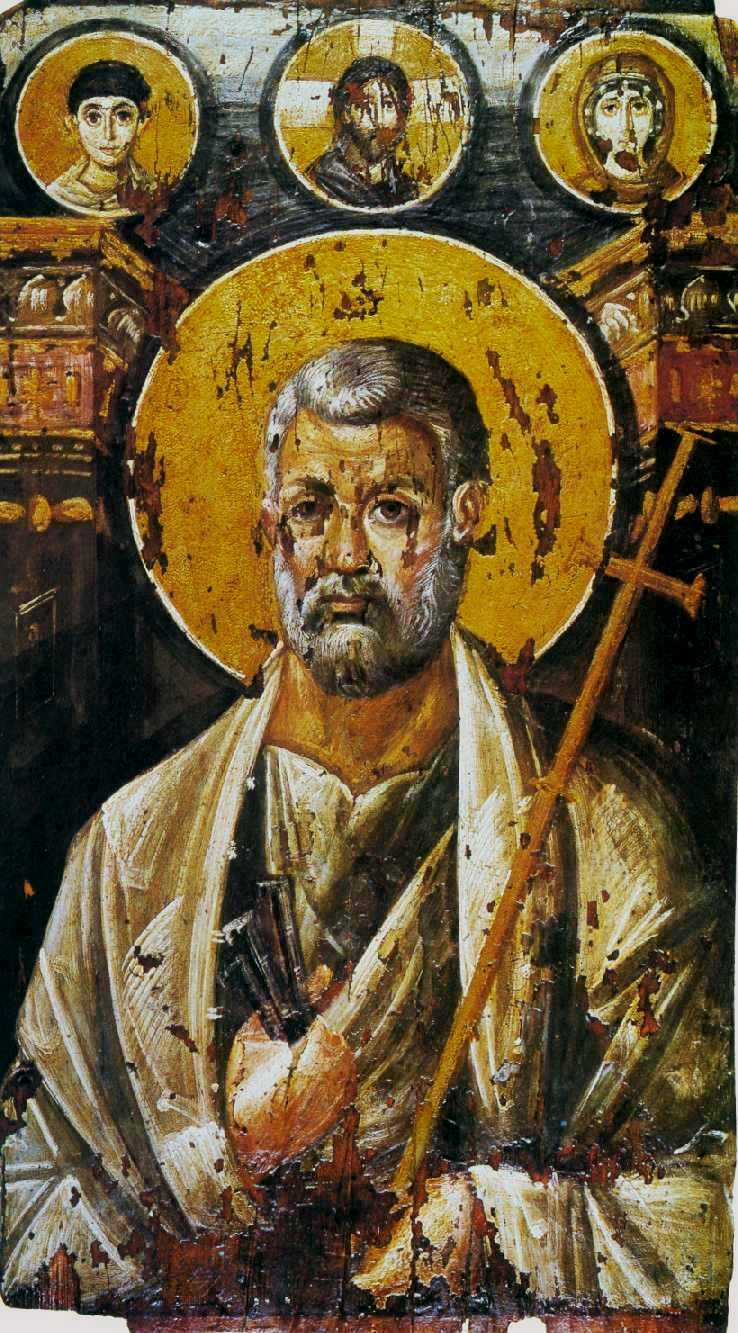
Icône à l'encaustique, (VIe siècle), monastère Sainte-Catherine du Sinaï.

Pierre a assisté et participé à plusieurs miracles ou événements majeurs de la vie de Jésus, comme la marche sur les eaux (Mt 14,28-31), la Transfiguration, l'arrestation de Jésus, le procès de Jésus, puis la Passion du Christ. Décrit dans les Évangiles comme enthousiaste, emporté, mais parfois hésitant et faillible, il abandonne Jésus pendant la Passion malgré l'assurance qu'il avait manifestée auparavant : « Si tous viennent à tomber, moi je ne tomberai pas » (Mc 14,29). Il a regretté amèrement ce reniement : « Et Pierre se souvint de la parole que Jésus lui avait dite : Avant que le coq chante deux fois, tu me renieras trois fois. Et en y réfléchissant, il pleurait. » (Mc 14,72). On retrouve le caractère enthousiaste, emporté, mais parfois hésitant et faillible, lorsque Pierre voit Jésus marcher sur la mer. Pierre demande à Jésus: « Seigneur, si c'est bien toi, ordonne-moi de venir vers toi sur les eaux. » Jésus consent. Pierre marche sur l'eau, mais effrayé, par la force du vent, il s'enfonce dans l'eau et crie « Seigneur, sauve-moi ! ». « Aussitôt, Jésus étendit la main, le saisit et lui dit : « Homme de peu de foi, pourquoi as-tu douté ? » (Mt 14,31). Pierre manifeste un désir de suivre Jésus partout, mais est rattrapé par la faiblesse humaine. L'Évangile selon Luc sous-entend que la perte de foi de Pierre a pour origine des attaques du diable. En effet, Jésus dit a Simon: « Simon, Simon, voici que Satan vous a réclamés pour vous passer au crible comme le blé. Mais j'ai prié pour toi, afin que ta foi ne défaille pas. Toi donc, quand tu seras revenu, affermis tes frères. » (Lc 22,31-32).
Selon Simon Claude Mimouni, « des divergences semblent avoir eu lieu entre Jésus et Pierre », comme en témoignent l'épisode du reniement de Pierre, unanimement rapporté par les quatre évangiles canoniques, ainsi que « le "Derrière moi Satan" du Mc 8, 33 ; Mt 16, 23 », parole très dure que Jésus adresse à son disciple.
Pour Géza Vermes, Pierre « totalement dévoué à la personne de Jésus, d'après le quatrième évangile, est prêt à se servir du glaive pour le protéger [Jn, 18, 10]. Pourtant sa dévotion ne l'empêche pas de se comporter comme un lâche quand il est en danger. Interrogé par le grand prêtre sur le parvis du temple de Jérusalem, il prétend ne pas faire partie des disciples de Jésus, jure même qu'il n'a « jamais connu cet homme », avant de s'enfuir ».
Dans « l'évangile de Jean, Pierre, tout comme d'ailleurs son frère André, semble avoir été le disciple de Jean le Baptiste, avant de devenir disciple de Jésus (Jn 1, 35-42) ». Dans ce même évangile, Pierre apparaît en concurrence avec le disciple bien-aimé, parfois identifié à Jean, fils de Zébédée.

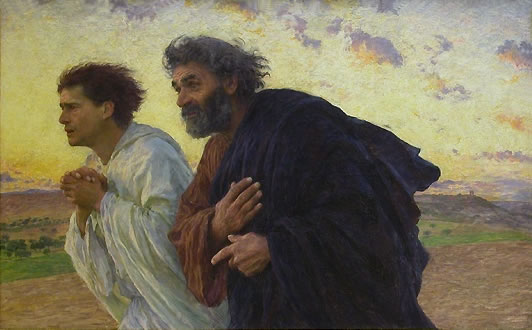
Les disciples Pierre et Jean courant au sépulcre le matin de la Résurrection par Eugène Burnand (1898, Paris, Musée d'Orsay)

À l'annonce par Marie Madeleine que le tombeau de Jésus a été trouvé vide, il est le premier à y entrer, le « disciple bien-aimé » lui ayant laissé la préséance (Jn 20,5s ; Jn 21,7). Par la suite, il a avant les Douze une apparition du Christ ressuscité (Lc 24,33-34,1Co 15,5).
Lors de la dernière apparition du Christ à ses disciples, Pierre est réhabilité et rétabli dans sa mission de pasteur de l'Église : « Il lui dit pour la troisième fois : Simon, fils de Jonas, m'aimes-tu ? Pierre fut attristé de ce qu'il lui avait dit pour la troisième fois : M'aimes-tu ? Et il lui répondit : Seigneur, tu sais toutes choses, tu sais que je t'aime. Jésus lui dit : Fais paître mes brebis » (Jn 21,15-17).

### Actes des Apôtres et épîtres pauliniennes

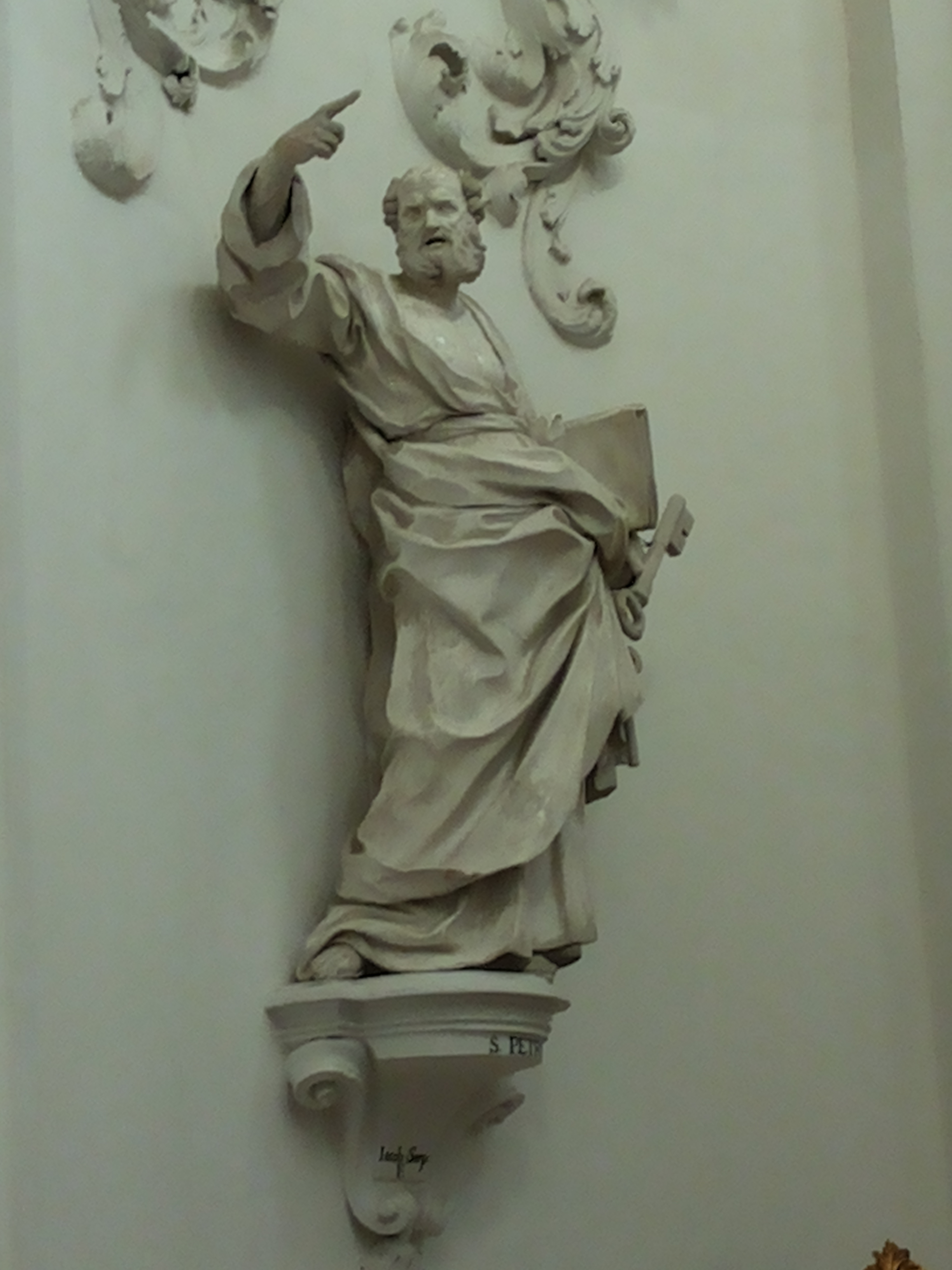
Saint Pierre, par Giacomo Serpotta, Badia Nuova, Alcamo.

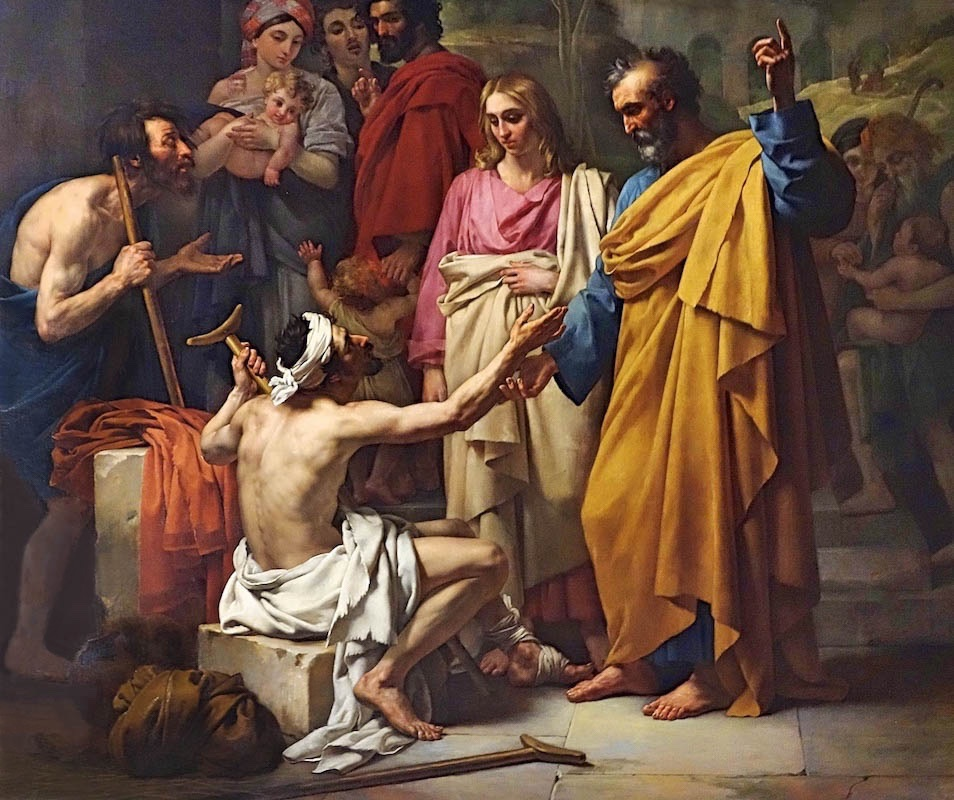
Pierre guérissant le boiteux de la Belle Porte du Second temple de Jérusalem en compagnie de saint Jean l'Évangéliste, Louis-Vincent-Léon Pallière (1819), église Saint-Thomas-d'Aquin de Paris.

Les Actes des Apôtres le décrivent comme un des principaux dirigeants de la communauté chrétienne, se montrant responsable, orateur avisé et guérisseur. Après la Pentecôte, c'est lui qui prend la parole et commence la prédication du message chrétien. Lors du concile de Jérusalem (vers l'an 50), il prend position en faveur de l'admission des païens dans l'Église sans leur imposer les prescriptions mosaïques telles que la circoncision ; cependant Paul lui reprochera de ménager le point de vue des judaïsants menés par certains chrétiens juifs de la communauté de Jacques le Juste, « frère du Seigneur », chef de la communauté de Jérusalem soit le premier évêque de la première communauté chrétienne (Ac 21,18) : « Mais quand Cephas vint à Antioche, je lui résistai en face, parce qu'il s'était donné tort. En effet, avant l'arrivée de certaines gens de l'entourage de Jacques, il prenait ses repas avec les païens ; mais quand ces gens arrivèrent, on le vit se dérober et se tenir à l'écart, par peur des circoncis » (Ga 2,11-12).
Lors du premier concile de Jérusalem, Pierre aurait reconsidéré son attitude. Il ouvre le débat en défendant clairement les thèses de Paul de ne pas imposer les prescriptions mosaïques aux chrétiens païens. Jacques le Juste, chef de l'Église locale (le premier évêque de Jérusalem), clôture le conseil en approuvant Pierre et Paul. Les chrétiens d'origine païenne sont libérés de l'obligation de suivre les traditions juives. Selon l'historien Géza Vermes, cependant, « il s'agit probablement d'une tentative de l'auteur des Actes de combler le fossé entre les deux personnalités de l'Église [Pierre et Paul], en présentant Pierre comme un champion des non-Juifs. » La proposition de Pierre, favorable aux chrétiens païens, serait « d'une historicité douteuse », « vu la position de Pierre prise à Antioche, et dans la mesure où il poursuivait sa mission exclusivement parmi les Juifs - n'était-il pas, selon les termes colorés de Paul « l'apôtre des circoncis », lui-même étant « l'apôtre des incirconcis » (Ga, 2, 7) ? »
Après le concile de Jérusalem, les Actes des Apôtres ne disent plus rien de sa vie.

## Pierre dans la littérature patristique
Les Pères apostoliques et ensuite les Pères de l'Église rapportent que Pierre, après sa fuite de Jérusalem, a exercé sa mission en d'autres lieux.

### D'Antioche à Rome

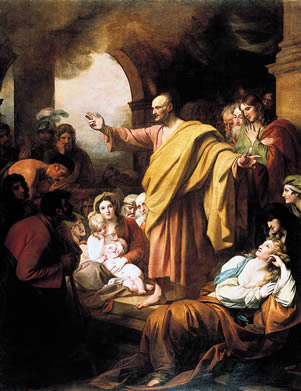
Saint Pierre prêchant lors de la Pentecôte, Benjamin West, XVIIIe siècle.

Fuyant la persécution, Pierre semble avoir gagné Antioche ; selon S. Mimouni, la chronologie d'Eusèbe de Césarée, qui date ce départ de 42, cadre mal avec celle tirée des Actes des Apôtres, qui situent Pierre en 42 à Jérusalem, et ce jusqu'en 43–44. La tradition de l'Église catholique attribue à Pierre la direction de l'Église d'Antioche. Premier évêque de cette ville, la fête de « la chaire de saint Pierre à Antioche » est célébrée le 22 février depuis le IVe siècle jusqu'à la réforme du calendrier liturgique établie par le concile Vatican II qui la réunit à la chaire romaine. Pierre serait resté sept ans à Antioche.
« La tradition [chrétienne] atteste la présence de Pierre à Rome, mais la date de son arrivée et la durée de son séjour (ou de ses séjours) sont inconnues de manière précise ».
Selon l'historien Géza Vermes, « Eusèbe de Césarée affirme que […] d'Antioche, Pierre se rendit à Rome sous le règne de Claude (41–54), à la poursuite de son adversaire de l'époque samaritaine [quand il prêchait en Samarie ], Simon le Magicien. Il débarrassa Rome du mage et de son influence. Dans la capitale impériale, Pierre prêcha le message chrétien ».
Selon certains critiques qui se fondent sur les Épîtres aux Corinthiens (1 Co 1, 12) de Paul de Tarse, Pierre aurait quitté Rome pour un voyage missionnaire qui le voit passer en Achaïe, et il a l'occasion de visiter Corinthe.[réf. nécessaire]
Dans la première moitié des années 50 (ou au plus tôt en 48), il est à Jérusalem. Là, lors des réunions qui seront par la suite appelées « Concile de Jérusalem », il propose la solution qui est adoptée par Jacques le Juste en conclusion de l'assemblée, sur les obligations que doivent suivre les chrétiens venant du polythéisme. Il faut que ces derniers observent un minimum de préceptes de la Torah en s'abstenant des souillures de l'idolâtrie, de l'immoralité, de la viande étouffée et du sang.

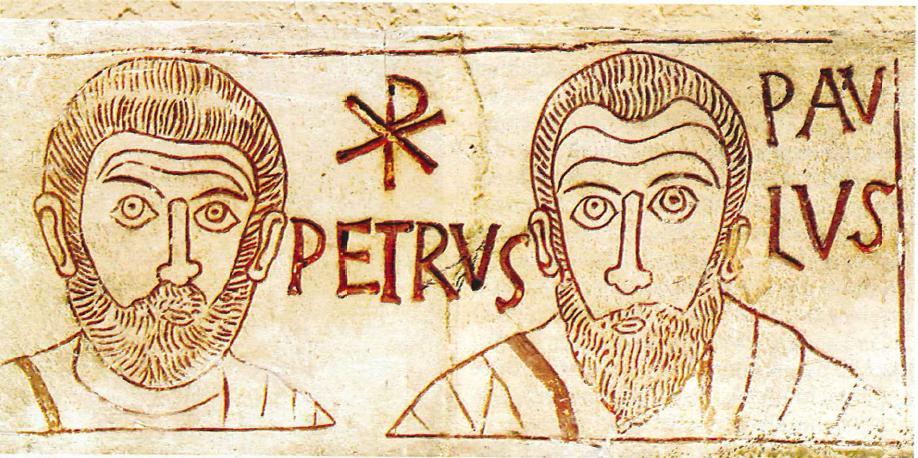
Pierre et Paul, gravure sur une pierre tombale en marbre, IVe siècle, musée du Vatican.

Selon la tradition, il aurait été présent à Rome lorsque Paul rédige l'Épître aux Romains, mais la critique s'interroge sur la raison pour laquelle Paul, s'il avait effectivement été présent, ne lui adresse pas ses salutations, dans la longue liste des disciples qui termine sa lettre.
Cette chronologie est hypothétique mais compatible avec la tradition du Liber Pontificalis rédigé en 530), selon lequel Pierre est demeuré à Antioche pendant sept ans, et s'est fixé à Rome sous le règne de Néron. Sa trace historique était déjà confuse, mais elle disparaît complètement bien avant les années 60.
Dans la littérature clémentine, Pierre est un prédicateur itinérant dans les villes de la province romaine de Syrie. Il remporte de nombreux succès contre Simon le Magicien et initie au cours de ses déplacements le futur évêque Clément de Rome qui l'accompagne. Il se rend ensuite à Rome, où il sort victorieux d'un affrontement contre Simon le Magicien devant l'empereur Néron. La légende raconte que ce serait la prière de Pierre qui aurait provoqué la chute et la mort de Simon le Magicien, qui, dans l'espoir de remonter dans l'estime de Néron, aurait tenté de voler lors d'un spectacle dans un amphithéâtre.
De nombreux lieux de Rome gardent des traces, souvent légendaires, du séjour de l'apôtre : église Domine Quo Vadis, basilique Santa Francesca Romana, église Santi Nereo e Achilleo, tempietto dans l'église San Pietro in Montorio (autre lieu traditionnel de son martyre), Tullianum (lieu de son emprisonnement), basilique Saint-Pierre-aux-Liens. Ces lieux sont issus de traditions orales ou de récits légendaires regorgeant de prodiges (miracles et guérisons de Pierre), tels les apocryphes Actes de Pierre, les Actes de Pierre et Paul et la Passion de Pierre.

### Le martyre à Rome selon la tradition

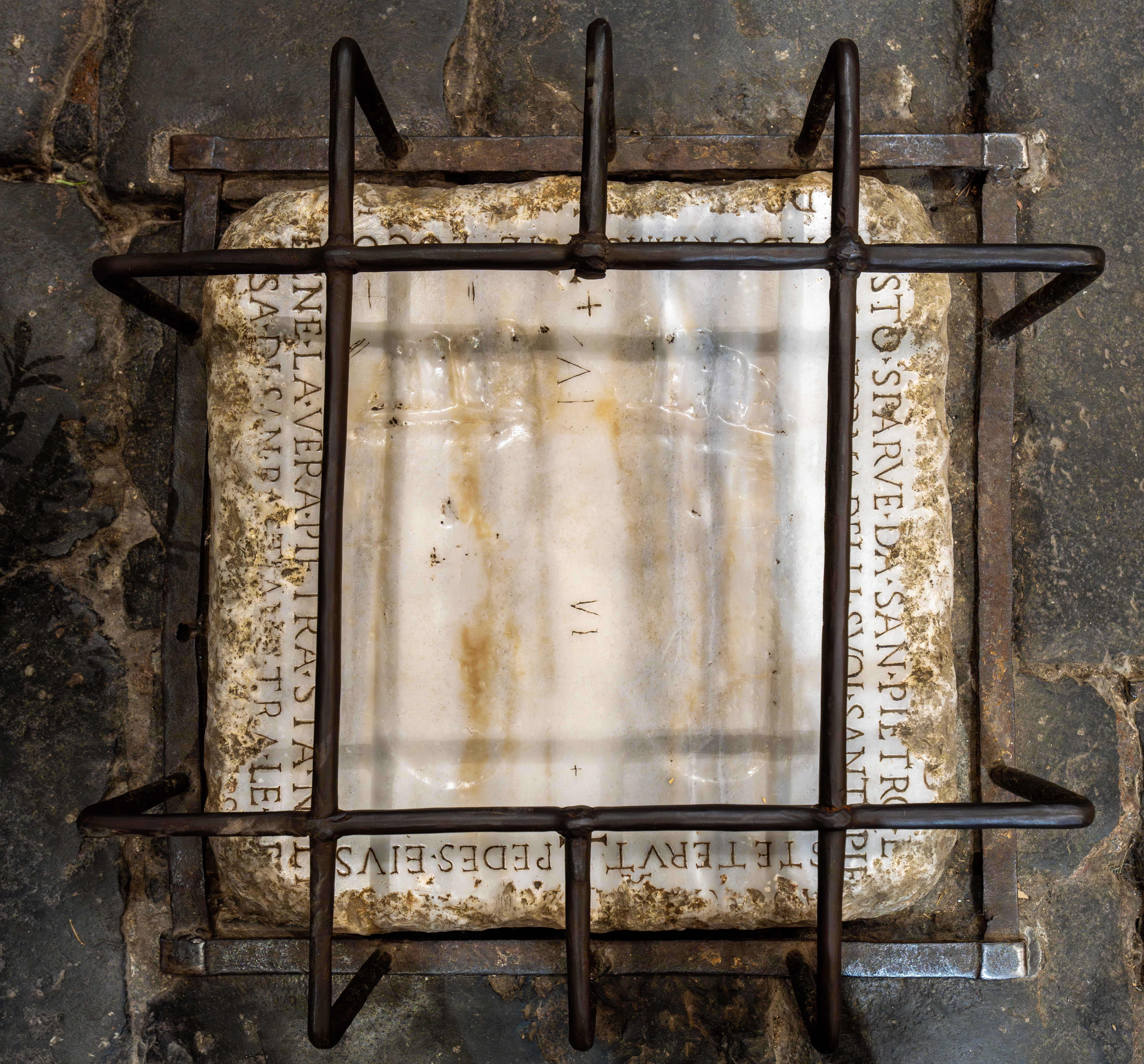
Ex-voto dans l'église Santa Maria in Palmis supposé être l'empreinte de saint Pierre en lien avec la scène Quo vadis, Domine ? qui invite à lire le martyre de Pierre sur le fond de la Passion du Christ.

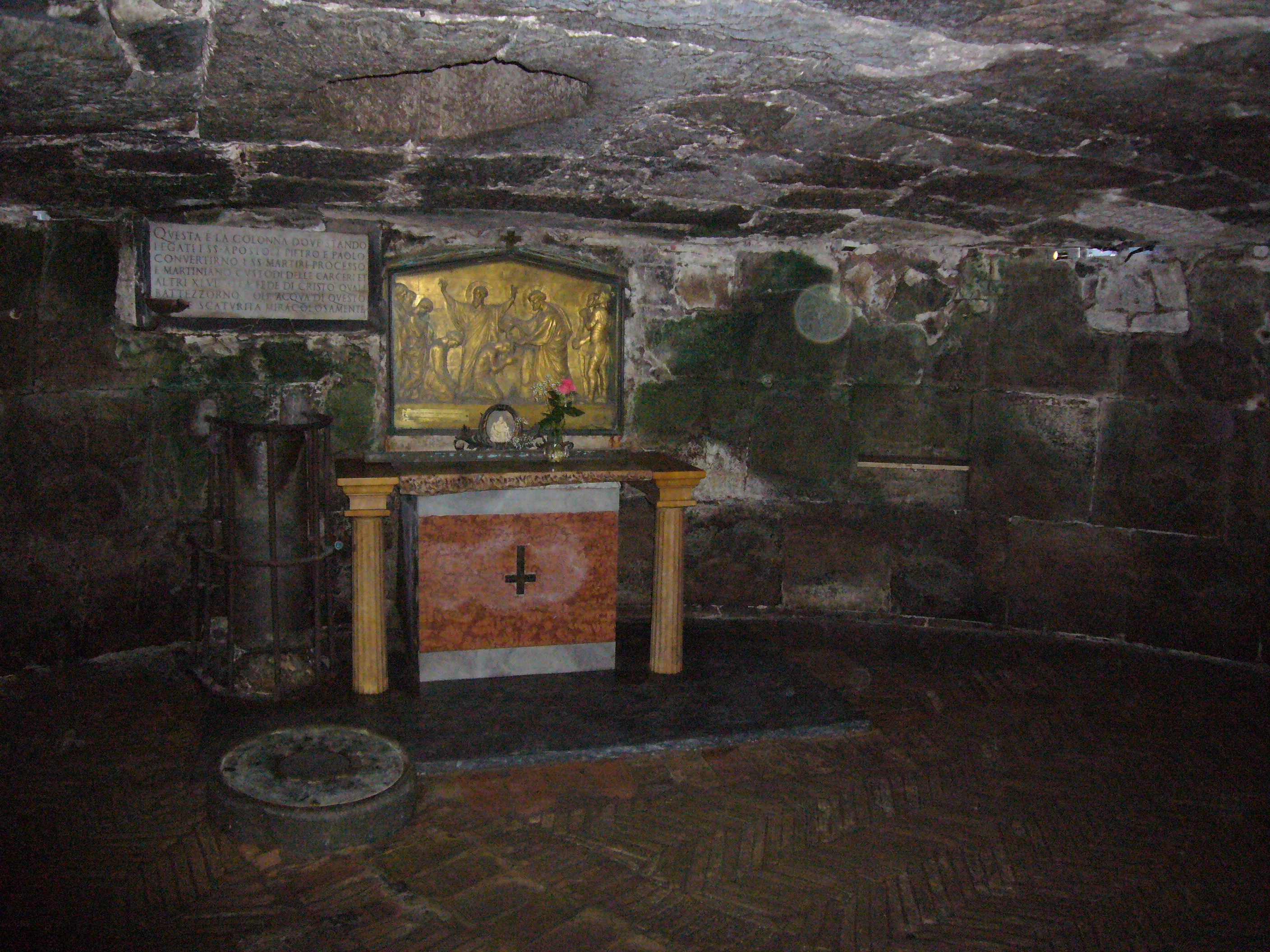
Victime de la persécution, Pierre aurait été arrêté et emprisonné, selon une légende apparue au Moyen Âge, dans la prison Mamertine. La pièce la plus basse renferme une colonne de marbre où il aurait été attaché.

Pour la tradition catholique, le séjour de Pierre à Rome semble attesté par la Première épître de Pierre (écrit que la plupart des historiens modernes, cependant, considèrent comme apocryphe, attribué à tort au disciple de Jésus ; voir ci-dessous, la section « Écrits attribués à Pierre ») : « L'Église des élus qui est à Babylone vous salue, ainsi que Marc, mon fils » (1P 5,13), sous réserve d'admettre que le mot Babylone désigne de façon péjorative Rome en tant que ville corrompue et idolâtre, une image familière aux lecteurs de la Bible. Même si certaines traditions orientales, comme celle de l'Église nestorienne, professent que Simon-Pierre a rédigé son épître depuis Babylone, que des humanistes comme Calvin ou Érasme ont pu prendre l'indication au pied de la lettre suivis par certains savants protestants, pour la recherche contemporaine, il s'agit bien d'une allusion à Rome, allusion que l'on retrouve chez l'auteur de l'Apocalypse.
Une tradition moins assurée qui apparaît pour la première fois chez saint Jérôme en fait le premier évêque de Rome 25 ans avant son martyre.
Plusieurs textes antiques font allusion au martyre de Pierre, ainsi qu'à celui de Paul, qui se seraient produits lors des persécutions ordonnées par Néron, notamment dans l'enceinte du Circus Vaticanus construit par l'empereur Caligula, situé sur la colline Vaticane, à l'emplacement approximatif de l'actuelle basilique Saint-Pierre, les suppliciés une fois morts pouvant être remis à leur famille pour être inhumés ou crématisés mais le plus souvent jetés dans le Tibre. Ainsi, une tradition place même ce martyre : inter duas metas - entre les deux bornes - de la spina (pour l'explication des termes « metas » et « spina », voir l'article : Cirque romain). Le plus ancien de ces textes, la Lettre aux Corinthiens de Clément de Rome datée de 96, ne cite pas explicitement de lieu, même s'il y a diverses raisons pour penser qu'il s'agit de Rome. Sixte V fait transférer en 1586 l'obélisque ornant cette spina sur la place Saint-Pierre.

Le Crucifiement de saint Pierre par Le Caravage.

Clément de Rome affirme que son martyre serait dû à une « injuste jalousie » et à la dissension entre les membres de la communauté chrétienne : il y aurait eu vraisemblablement dénonciation. Selon un apocryphe, les Actes de Pierre, il aurait été crucifié la tête vers le sol. Selon la tradition, l'apôtre demande ce type de supplice par humilité, ne se jugeant pas digne de mourir comme le Christ, selon une autre version, il peut s'agir d'une cruauté supplémentaire de Néron.
Un des éléments en faveur de la « tradition romaine » de la présence de la tombe de Pierre est l'absence de toute autre revendication de sa tombe par une autre cité antique. Le séjour de Pierre et son martyre à Rome sont « quasi certains » selon l'exégète protestant Oscar Cullmann. Cependant, selon Simon Mimouni, « la fin de Pierre restera pour l'historien dans une certaine obscurité » ; « Pierre est censé avoir subi le martyre à Rome, au cours de la persécution organisée par Néron en 64 après l'incendie de la ville — accomplissant ainsi la prophétie de Jésus qui, en Jn 21, 18-19, lui a prédit « le genre de mort par lequel il devait glorifier Dieu ».
Un passage de la fin du IIe siècle, cité par Eusèbe de Césarée, indique qu'à un certain Proclus, qui se vantait que sa patrie possédât la tombe de l'apôtre Philippe, le polémiste romain antimontaniste Gaïus a répondu : « Mais moi, je puis te montrer les trophées des saints apôtres. En effet, si tu veux te rendre au Vatican ou sur la voie d'Ostie, tu trouveras les trophées de ceux qui ont fondé cette Église. » Le mot « trophée », du grec τρόπαιον / trópaion, « monument de victoire », dans le contexte, désignerait ici les tombes de Pierre et de Paul. C'est en tout cas sur ces sites que seront édifiées au IVe siècle les basiliques Saint-Pierre et Saint-Paul-hors-les-murs qui leur sont dédiées. Eusèbe rapporte aussi les témoignages de Denys de Corinthe et de Zéphyrin de Rome. Cette citation est débattue par les historiens qui ne s'accordent sur les relations du Pierre historique avec Rome mais témoigne de l'importance de la découverte dans les années 1940, sous les pavements des grottes vaticanes, du « trophée de Gaïus », édicule assignable à la fin du IIe siècle et que les Romains du IVe siècle tenaient indéniablement pour servir d'écrin à la tombe de Pierre.

### La présence de Pierre à Rome
« Sur la présence de Pierre à Rome, seuls des textes postérieurs font état de sa venue, notamment la Première épître de Clément, (fin du Ier siècle). La mission et le martyre de Pierre dans la ville éternelle sont développés dans les écrits pseudo-clémentins, dans les Actes de Pierre, et dans les Actes de Paul, qui datent, dans le meilleur des cas, de la deuxième moitié du IIe siècle. L'insistance sur la mission de Pierre à Rome est sans doute significative du type de christianisme qui s'est répandu dans la capitale impériale — autrement dit un christianisme de type pétrinien, plus attaché à la loi, et non de type paulinien, moins attaché à la loi ».

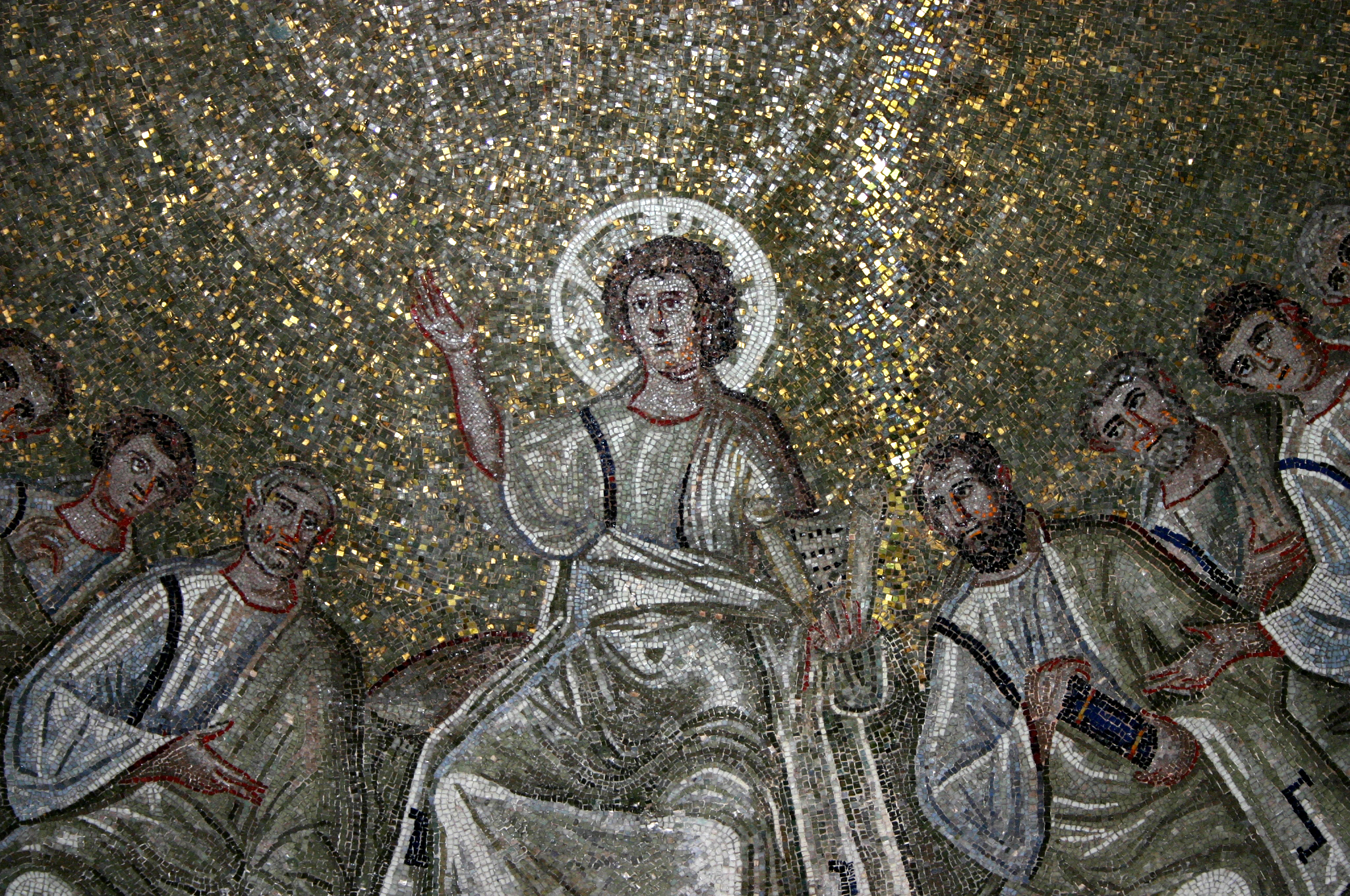
Mosaïque de la Traditio Legis.

En 64, les chrétiens de Rome ont été poursuivis par Néron « non pas en tant que tels » mais sous l'accusation d'avoir incendié Rome. « La tradition chrétienne postérieure a considéré Néron comme le premier des persécuteurs », alors qu'on ne peut pas parler de persécution stricto sensu et qu'il est « préférable de considérer qu'il y a eu des troubles ». Il faut d'ailleurs noter « qu'il n'y a pas eu de victimes en dehors de Rome ».
Cette tradition chrétienne ultérieure a rangé Pierre et Paul au rang des victimes de cette « persécution ». Selon Simon Claude Mimouni, « la tradition chrétienne la plus ancienne affirme que Pierre a été tué en 68 et que Paul l'a été en 64 », mais pour lui « il est tout à fait envisageable de penser que c'est Pierre qui a disparu le premier en 64, et Paul le second en 68 ». Toutefois, d'autres critiques font remarquer qu'il n'existe aucune source qui établisse un lien entre cette répression et la condamnation de Paul ou de Pierre. En outre, la lettre de Clément de Rome (5,7 et 6,1) distingue clairement le martyre des deux apôtres et la « persécution » de 64. Les plus anciennes indications chronologiques au sujet de sa mort datent du IVe siècle (Eusèbe de Césarée, Jérôme de Stridon) et placent la mort de Pierre peu après celle de Paul, elle-même située dans les années 67–68. Il semble que c'est seulement par la suite que la mort de Paul a été située au moment où se termine le récit des Actes des Apôtres, six ans plus tôt. L'association des deux « apôtres » donnés comme mourant le même jour de la même année, dans deux endroits différents avec deux modes d'exécutions différent, reflète probablement la totale incertitude dans laquelle se trouvaient les chrétiens au sujet de la mort de Pierre.

## Les écrits attribués à Pierre

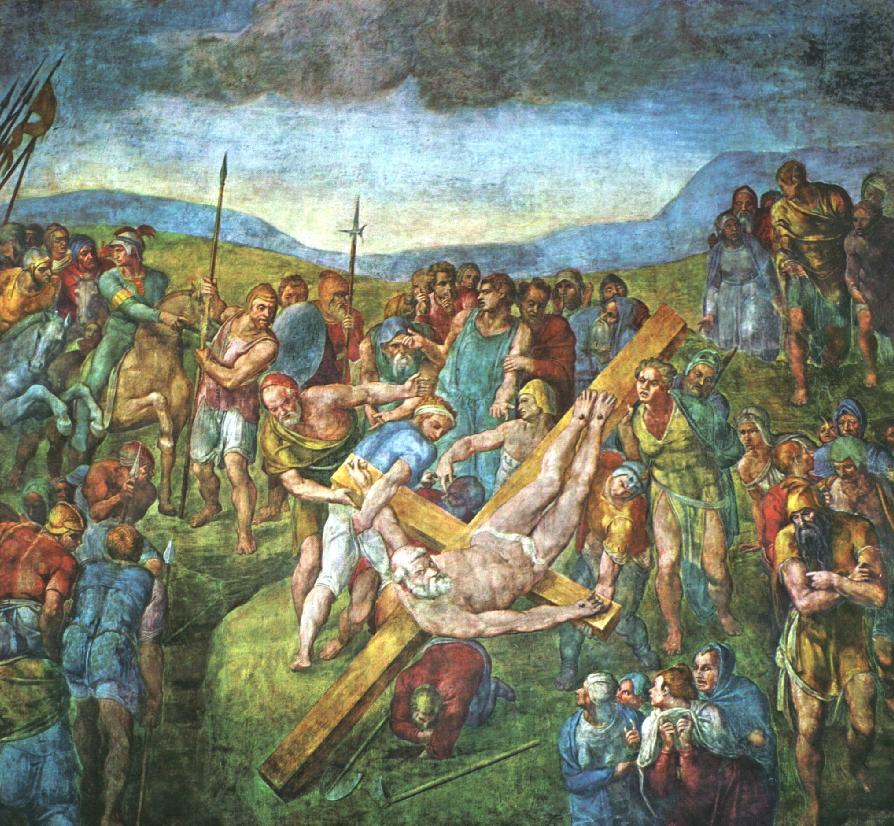
Le Martyre de saint Pierre par Michel-Ange, chapelle Paolina du Vatican.

### Textes canoniques
Dans le Nouveau Testament, deux textes sont attribués à Pierre : la Première et la Deuxième épître de Pierre. Leur auteur s'identifie nettement au premier apôtre : l'incipit de la première épître est « Pierre, apôtre de Jésus-Christ » (1P 1,1), renforcé dans le corps de la lettre par les mots « témoin des souffrances du Christ » (1P 5,1), et celui de la deuxième « Simon Pierre, esclave et apôtre de Jésus-Christ » (2P 1,1). Selon l'historien Géza Vermes, « la quasi-totalité des experts considèrent les deux épîtres qui portent son nom comme apocryphes : 1 Pierre date d'environ 100 après J.-C. et 2 Pierre, d'au moins 125 après J.-C., voire plus tardivement, autrement dit, ces textes sont postérieurs au décès de l'apôtre Simon Pierre ».

### Écrits apocryphes
Un grand nombre d'apocryphes sont attribués à Pierre ou parlent de lui, mais ne sont pas reconnus comme canoniques par les Églises chrétiennes : les Actes de Pierre, dont la fin, dans une version remaniée, constitue la Passion de Pierre (dite du « Pseudo-Linus »), l'Évangile de Pierre, l'Apocalypse de Pierre, une Lettre de Pierre à Philippe (en), les Actes de Pierre et André.

## Importance ou prééminence de Pierre

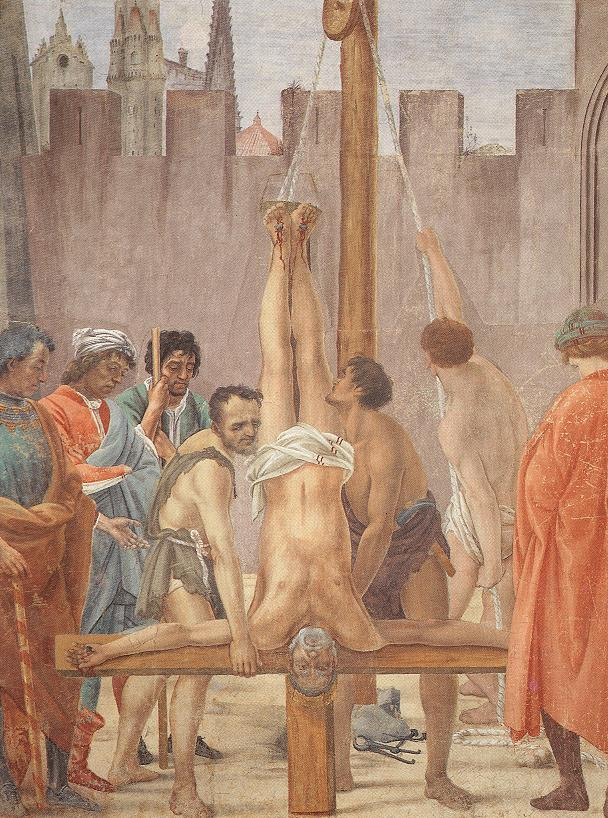
Crucifixion de Pierre, fresque de Masolino da Panicale et de son élève Masaccio (v. 1481–1482), chapelle Brancacci, Florence.

Aucun exégète ne conteste l'importance de Pierre parmi les douze premiers disciples de Jésus. Il en va ainsi au début des Actes des Apôtres, bien que ce texte, ensuite, s'attache plutôt à suivre Paul, qui fait alors figure de chef spirituel dans la naissance de l'Église chrétienne.
L'importance de Pierre est reconnue par tous les chrétiens. Les difficultés entre les confessions, en particulier entre catholiques et orthodoxes, sont dues à la définition exacte de la primauté de Pierre : pour les catholiques, il s'agit d'une primauté de juridiction (ou prééminence), alors que pour les orthodoxes — rejoints ensuite par les protestants — le siège de Rome ne bénéficie que d'une primauté d'honneur, aux termes du canon no 6 du concile de Nicée et du canon no 28 du concile de Chalcédoine, et non pas d'une prééminence. En effet, la notion de prééminence semble s'être développée dans l'Église aux IIIe et IVe siècles ; elle n'apparaît pas dans le Nouveau Testament ni dans les documents des deux premiers siècles. Si Pierre est clairement le guide et le principal porte-parole de la première communauté chrétienne, par la suite rien ne démontre son rôle de chef administratif ou spirituel. Rien, non plus, n'indique la nécessité d'un successeur.
Dans l'Évangile selon Matthieu (16 :19) Jésus déclare « Je te dis que tu es Pierre, et sur cette pierre je bâtirai mon Église. Je te donnerai les clefs du Royaume des cieux. Ce que tu lieras sur la terre sera lié dans les cieux, et ce que tu délieras sur la terre sera délié dans les cieux. » L'interprétation de ce passage oppose les catholiques d'une part aux orthodoxes et aux protestants d'autre part.
Selon l'interprétation catholique, cette phrase signifie que Jésus annonce à Pierre qu'il sera le fondement de son Église et use d'une triple image : la pierre (de même que Jésus est la « pierre angulaire. », Pierre sera l'élément stabilisateur de son Église) ; les clés du Royaume des cieux (de même que Jésus est la « porte », Pierre aura les « clés de la ville », c'est-à-dire exercera l'autorité sur la partie terrestre du Royaume, c'est-à-dire l'Église) ; le pouvoir de lier et de délier (de même que Jésus a le pouvoir de remettre les péchés, de même les Apôtres, ses délégués, pourront remettre les péchés en son nom.
Pour les protestants et les orthodoxes (mais aussi pour les gallicans jusqu'en 1870), c'est la déclaration de Pierre en elle-même qui constitue la première pierre d'un édifice spirituel composé des pierres vivantes (les chrétiens) posés sur la grande pierre (rocher) qui est le Christ lui-même. Ainsi, l'origine de la fonction du pape romain, qui n'est pas inscrite dans le Nouveau Testament, résulte d'une évolution historique de l'Occident.

## Fêtes de saint Pierre dans les Églises orthodoxe et catholique

### La Saint-Pierre
La Saint-Pierre est fêtée par l'Église, aussi bien catholique qu'orthodoxe, le 29 juin, date à laquelle la tradition situe le martyre de Pierre, crucifié la tête en bas dans le circus vaticanus. C'est aussi la Saint-Paul. Paul serait mort le même jour (soit la même année, soit deux à trois ans plus tard, selon les sources), décapité sur la route d'Ostie. L'apôtre des juifs et l'apôtre des gentils sont ainsi unis dans leur mort et leur fête : l'Église y voit un symbole de l'union ecclésiale.

### Chaire de saint Pierre

#### Chaire de saint Pierre à Antioche
Avant la réforme liturgique issue du concile Vatican II de 1969, l'Église fêtait le premier siège épiscopal de Pierre à Antioche le 22 février sans le siège romain. C'est dans cette ville du Moyen-Orient, à cette époque troisième grande ville de l'Empire romain après Rome et Alexandrie, que Pierre ouvre son apostolat vers les gentils. La Tradition y voit aussi le lien intrinsèque qu'il y a entre les Églises latines et orientales. La fête de la chaire de saint Pierre est très ancienne, étant attestée avec certitude à Rome au IVe siècle. Pour autant, ce n'est qu'au XVIe siècle que la « titularisation » du siège est effectuée, avec l'apparition de la deuxième fête en l'honneur du siège pétrinien.

#### Chaire de saint Pierre à Rome
Auparavant, l'Église fêtait le siège romain du pontife le 18 janvier. Cette fête, qui semble d'origine gallicane, est adoptée dans le calendrier romain tardivement : elle est fixée par le Pape Paul IV en 1557. C'est à cette époque que la fête de février est attribuée au siège d'Antioche. Après la réforme du calendrier qui a suivi le concile Vatican II, les deux fêtes ont été réunies au 22 février.

### Fête de saint Pierre-aux-liens

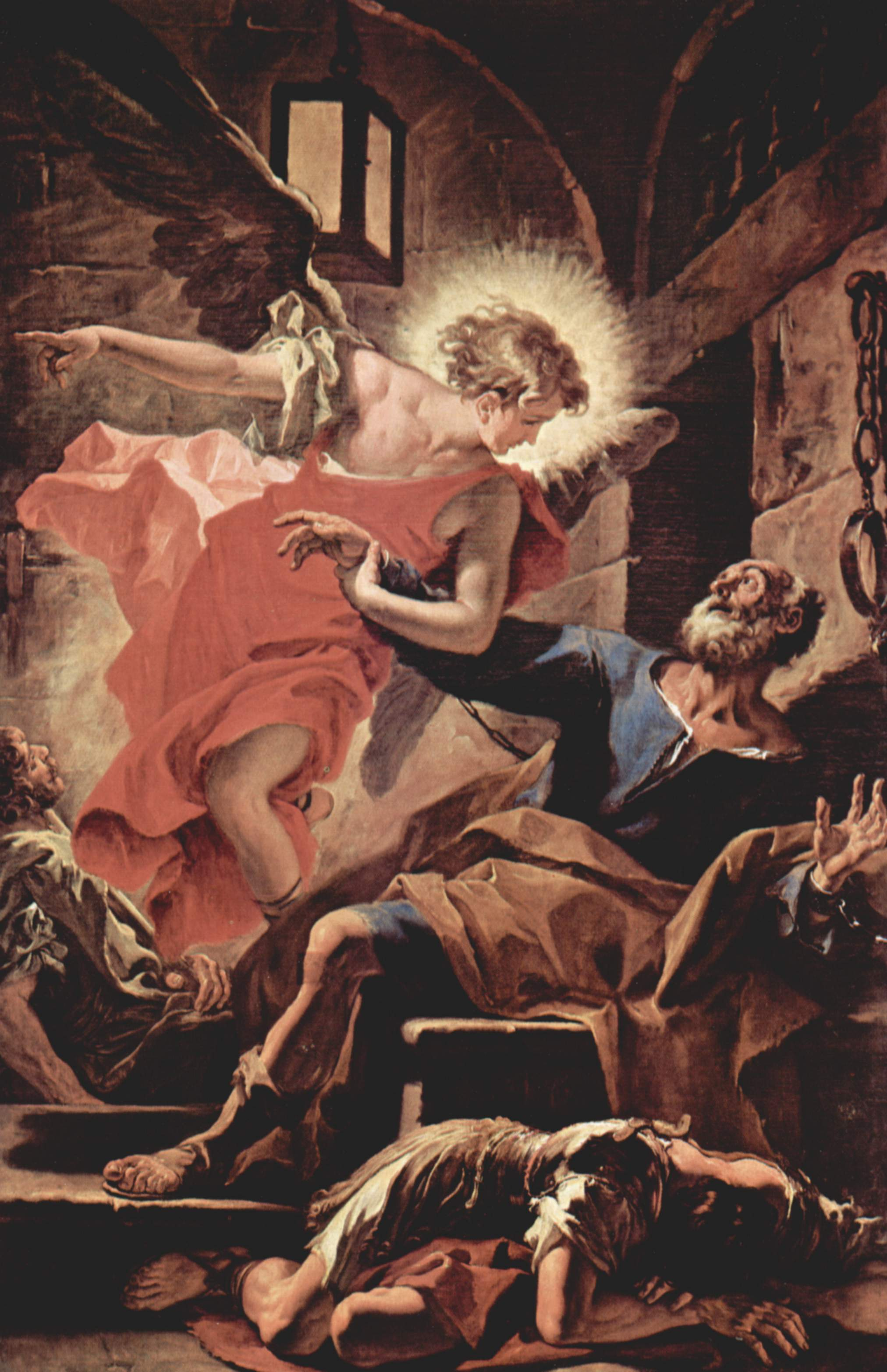
Saint Pierre libéré par l'ange, par Sebastiano Ricci, 1710, au Trescore Balneario, Église San Pietro.

Le calendrier romain général, jusqu'à sa révision par le pape Jean XXIII en 1960, indiquait le 1er août comme fête de Saint-Pierre-aux-Liens. Dans l'Église orthodoxe le 16 janvier est la fête des « Chaînes de saint Pierre ». Cette fête rappelle l'épisode raconté dans les Actes des Apôtres au chapitre 12 (Ac 12,*) : alors que Pierre est dans une prison de Jérusalem, un ange vient le délivrer et faire tomber ses liens. Il part se réfugier chez Marie, mère de Jean Marc.

### Fête de la dédicace des basiliques Saint-Pierre et Saint-Paul
Le 18 novembre, les deux grandes basiliques romaines, consacrés à Pierre et Paul sont fêtées ensemble : c'est encore une fois l'occasion pour l'Église d'unir ses deux apôtres.

## Pierre dans les arts et la littérature

### Architecture
Un grand nombre d'églises ont été dédicacées à saint Pierre. La plus importante et certainement la première en ancienneté est la basilique Saint-Pierre, bâtie sur la tombe de l'apôtre. Les autres églises construites, à toutes les époques et en tous les lieux, marquent souvent un attachement particulier à l'apôtre et à la papauté : c'est par exemple le cas lorsque Prosper Guéranger restaure l'abbaye de Solesmes.

### Iconographie
Une image représentant les visages des apôtres Pierre et Paul est gravée sur la « tombe de l'enfant Asellus » au IVe siècle.
En peinture, l'une des premières figuration de Pierre est une icône du VIe siècle. Au cours des siècles le personnage reste un thème classique d'inspiration. Les épisodes évangéliques sont représentés mais on rencontre aussi couramment des scènes issues des textes apocryphes, telle son crucifiement la tête en bas.
Dans toute la chrétienté, les statues et les peintures représentant saint Pierre sont innombrables : il est traditionnellement montré comme un homme de forte stature, à la chevelure abondante, portant la barbe. Il peut être figuré debout, siégeant sur un trône, tirant des filets de pêche ou même pleurant, et souvent tenant en mains les clefs du paradis avec parfois un coq à ses pieds. Les statues de saint Pierre sont toujours présentes dans les églises cathédrales des diocèses.[réf. souhaitée]
Les fresques de La Vie de saint Pierre par Masolino da Panicale, Masaccio et Filippino Lippi dans la chapelle Brancacci du cloître de l'église Santa Maria del Carmine de Florence constituent un exemple de fresques de la Renaissance sur la vie du saint.
Antoine van Dyck le représente en portrait, Tête de saint Pierre, vers 1617–1618. Le tableau est conservé au musée de l'Ermitage à Saint-Pétersbourg.
Ingres représente la scène de la Remise des clefs dans un tableau conservé à Montauban.
Son martyre, crucifié la tête en bas, en signe d'humilité, est une figure typique de l'art religieux depuis la Renaissance.

### Musique
Le Reniement de Saint Pierre H 424, est une Histoire sacrée pour solistes, chœur, et basse continue composée par Marc-Antoine Charpentier à une date inconnue.
Les Larmes de saint Pierre, recueil de 21 madrigaux spirituels composés par Roland de Lassus sur des textes sacrés en 1594.

### Littérature
- Les vies de saint Pierre sont multiples et diverses : La Légende dorée de Jacques de Voragine au Moyen Âge (hagiographies des saints intégrée dans les textes avec les Évangiles canoniques) a été une large source de l'iconographie chrétienne et un moyen efficace de faire connaître le premier pape pour les prédicateurs de l'époque.
- Le pamphlet Julius : Dialogue entre Saint Pierre et le Pape Jules II à la porte du paradis est un texte mettant en scène l'Apôtre dans son rôle de gardien du Paradis.
- La nouvelle de Villiers de L'Isle-Adam, Chant du Coq parue dans les Nouveaux contes cruels traite du reniement de Simon-Pierre.
- Le roman historique Quo vadis ? de Henryk Sienkiewicz, dont l'action se place sous Néron.
- Une vie de saint Pierre fait l'objet d'un autre roman historique sous le titre Simon le pêcheur (The Big Fisherman) écrit par Lloyd C. Douglas.

### Cinéma
Le roman de Henryk Sienkiewicz, Quo vadis ?, après avoir été présenté au théâtre de la Porte-Saint-Martin en 1901 dans une adaptation d'Émile Moreau, a été porté à l'écran à plusieurs reprises. L'adaptation la plus connue est celle, sous le même titre, de Mervyn LeRoy (1951).
- 1901 : Quo vadis ?, un film français réalisé par Lucien Nonguet et Ferdinand Zecca.
- 1951 : Quo Vadis de Mervyn LeRoy (persécution des premiers chrétiens contemporains de saint Pierre à Rome par l'empereur Néron).
- 1959 : Simon le pêcheur (The Big fisherman), film de Frank Borzage sur la vie de saint Pierre et sa rencontre avec Jésus, adaptation du roman de Lloyd C. Douglas.

### Iconographie

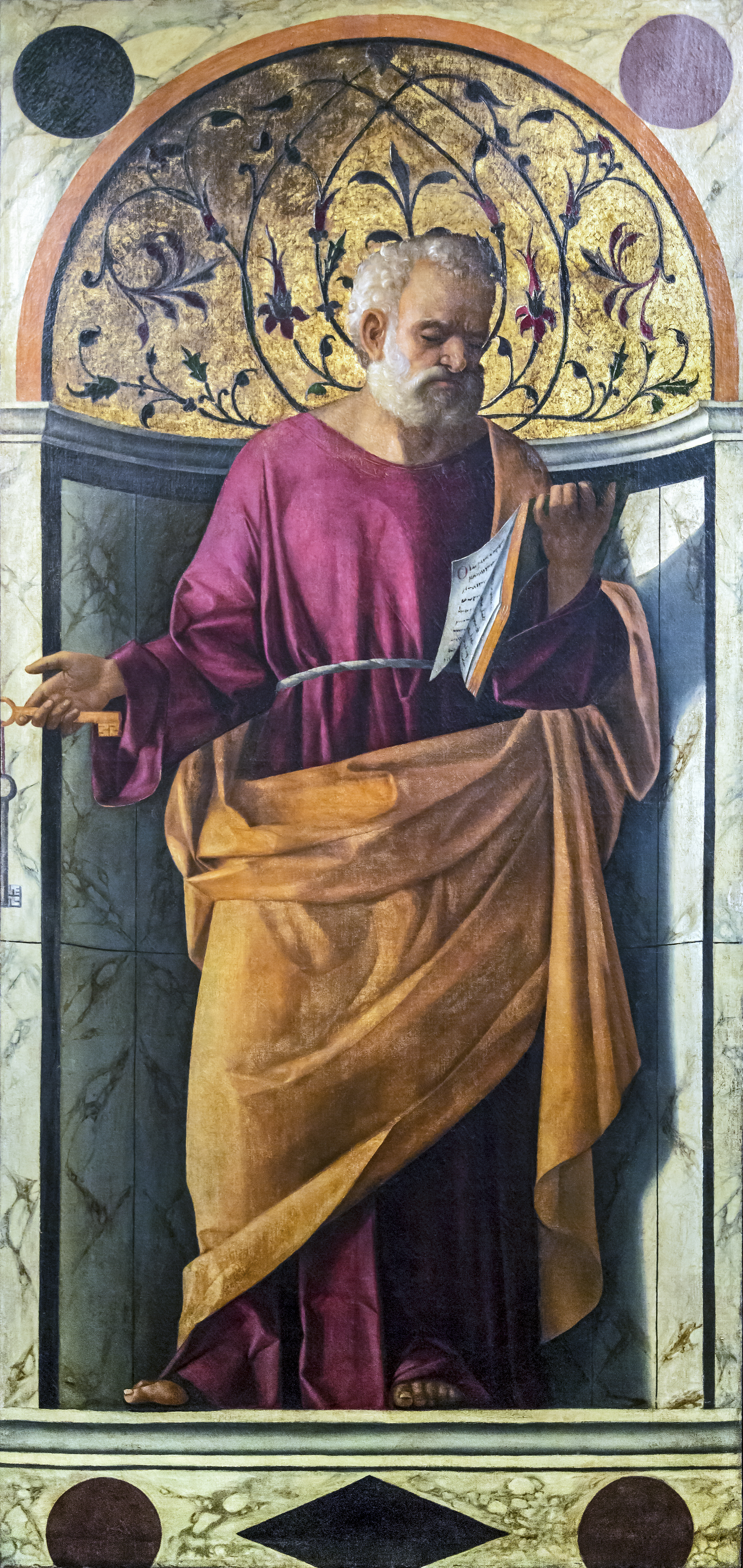
Saint Pierre par Giovanni Bellini, Galeries de l'Académie de Venise.
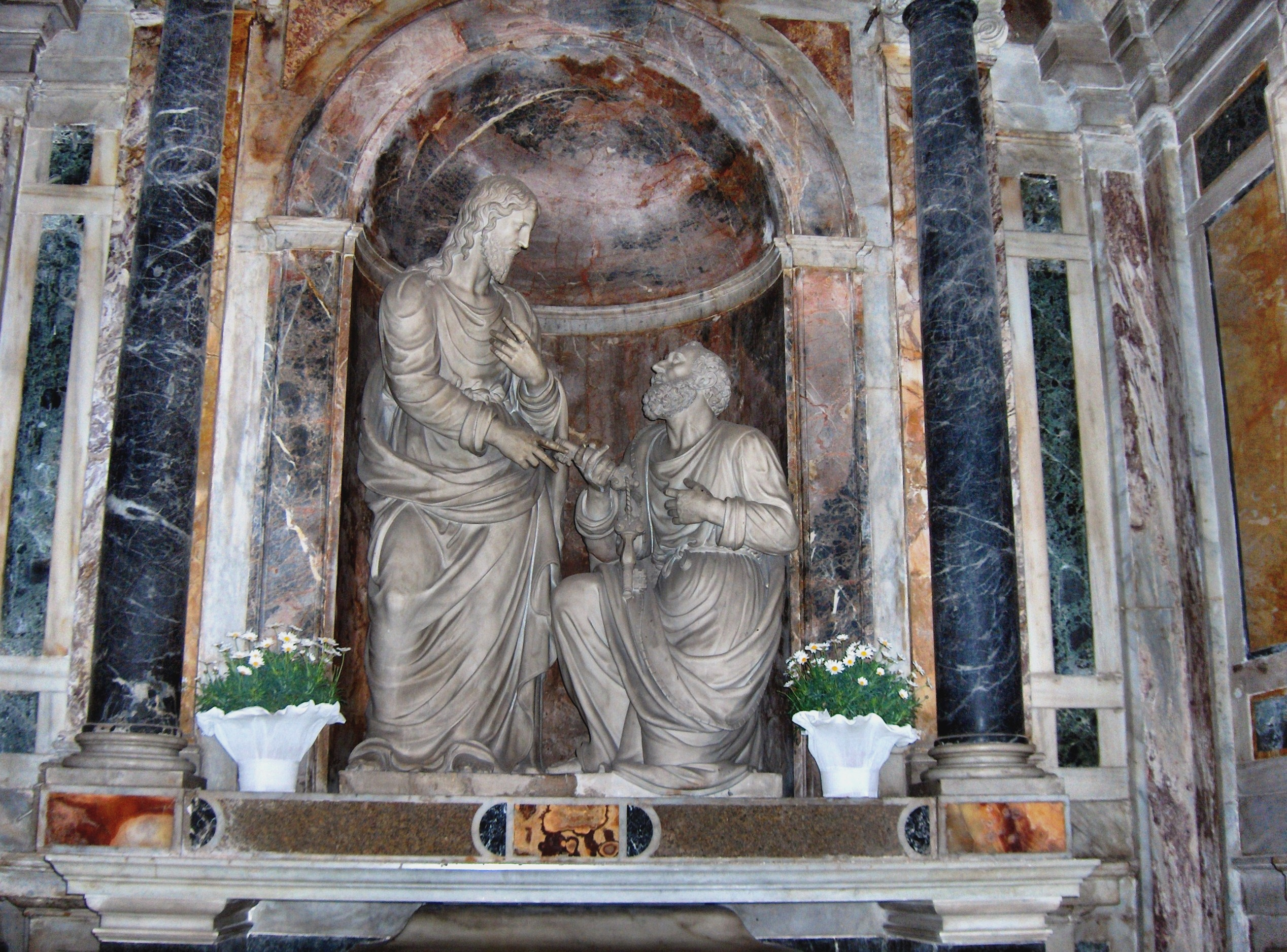
Saint Pierre recevant les clefs du salut des âmes et du Paradis du Christ, basilique Santa Pudenziana de Rome.
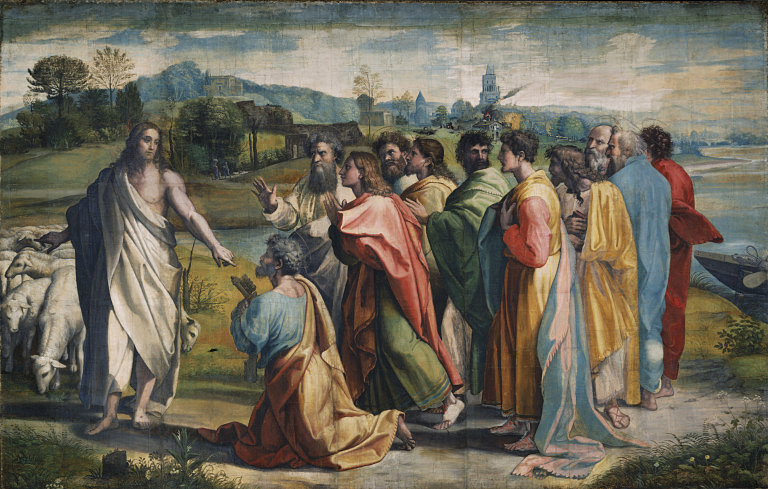
Le Christ confie l'Église à Pierre, Raphaël, Victoria and Albert Museum de Londres.
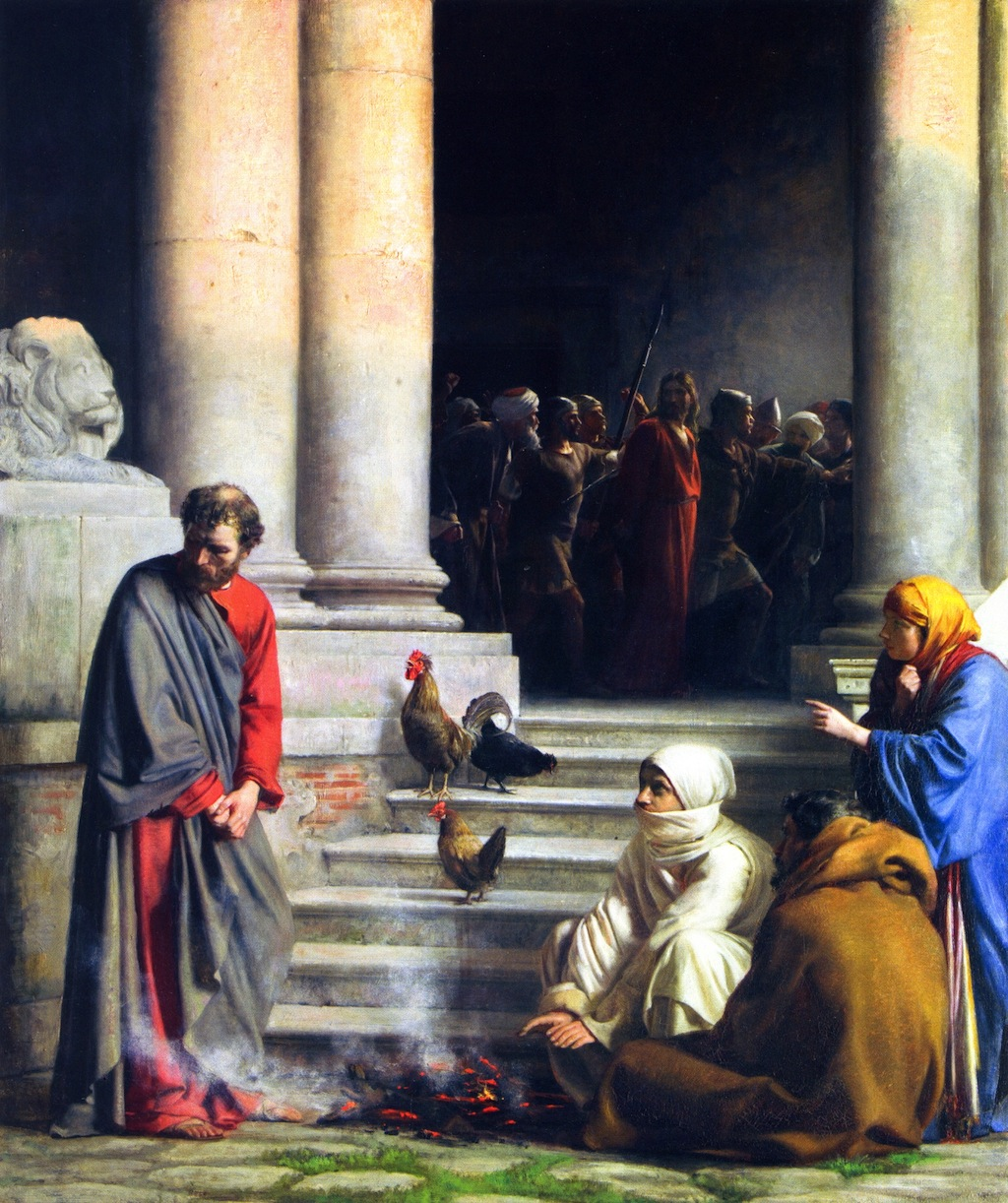
Reniement de Pierre, par Carl Bloch.
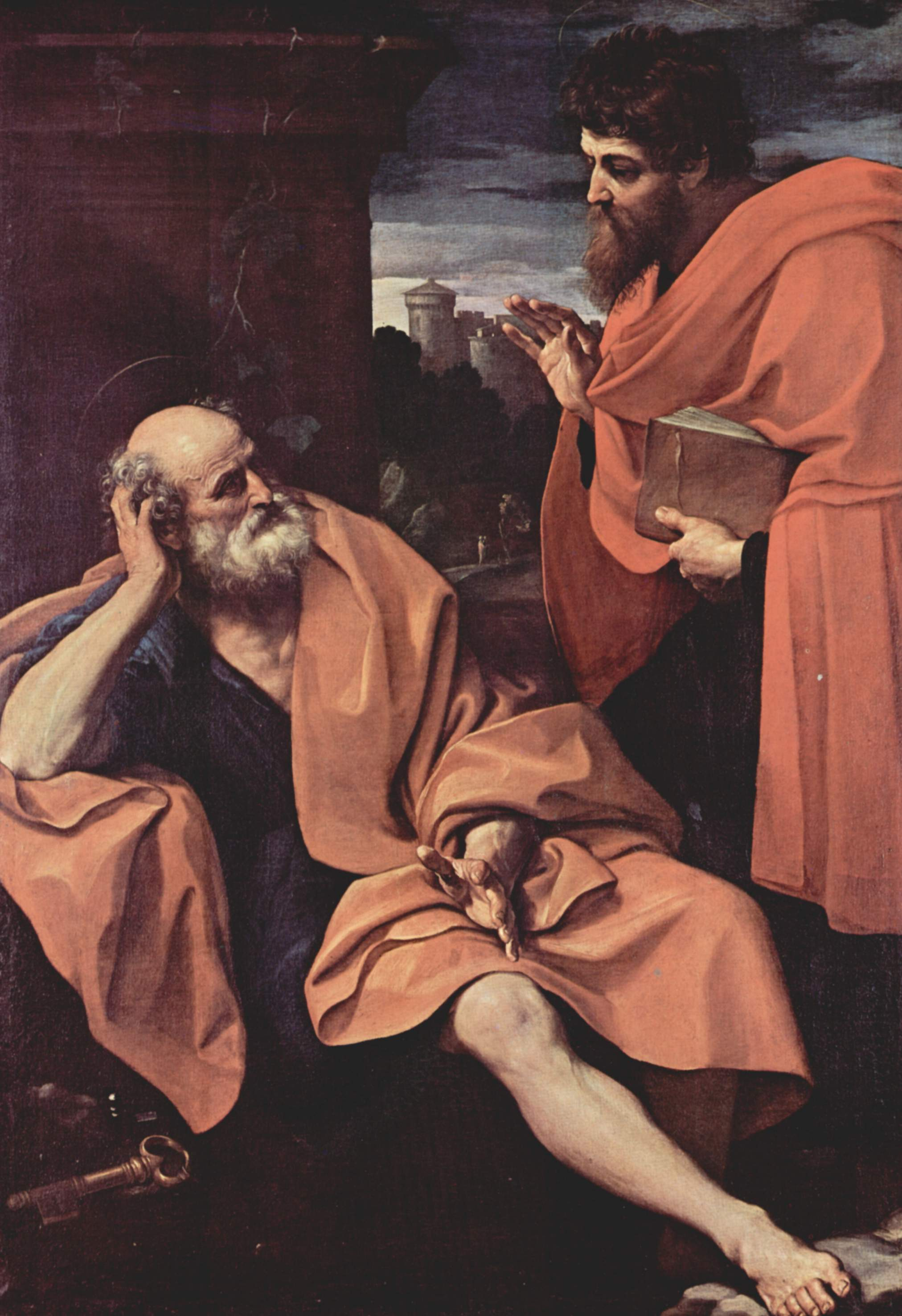
Saint Pierre par Guido Reni.
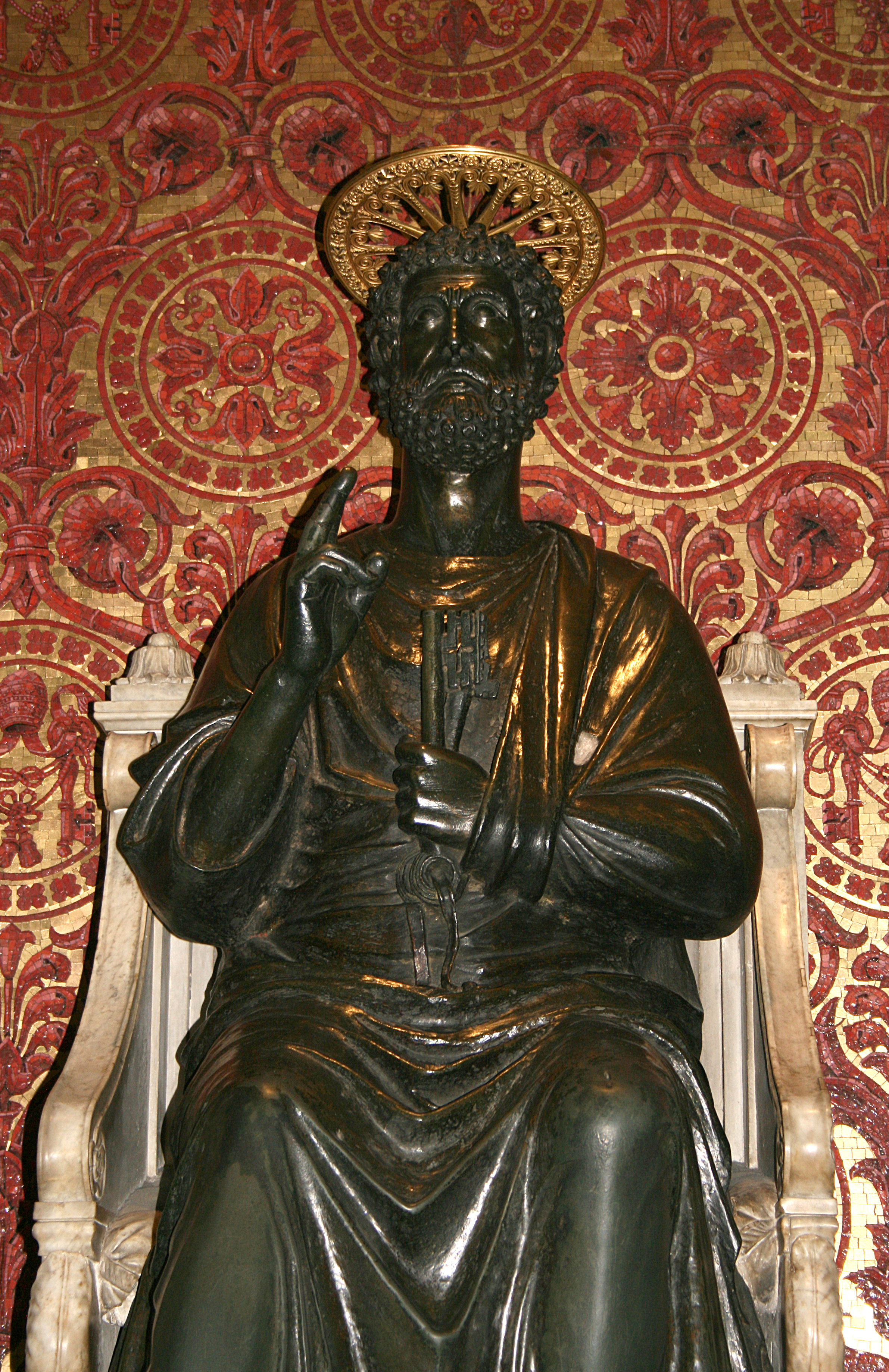
Saint Pierre, par Arnolfo di Cambio - basilique Saint-Pierre.
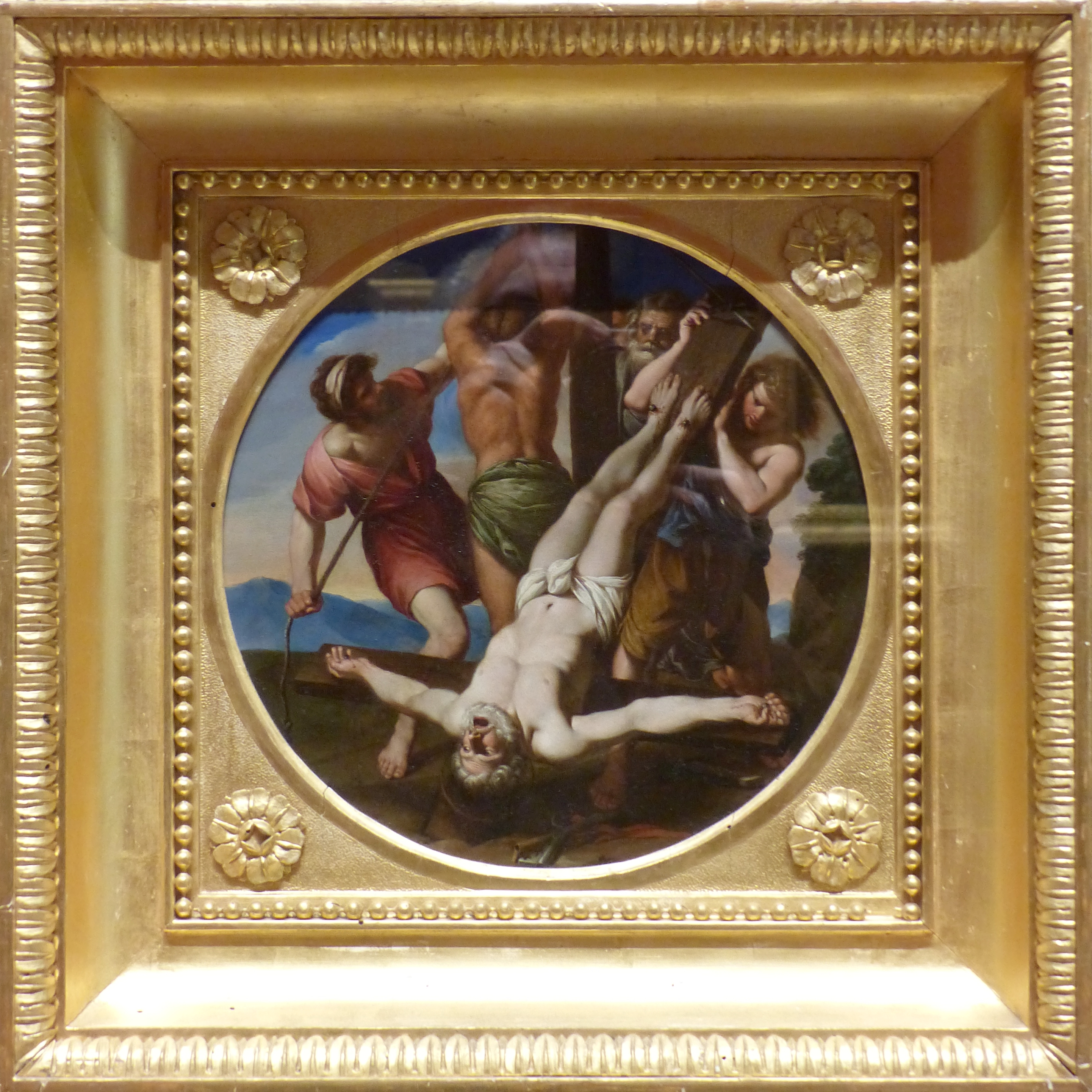
Le Crucifiement de saint Pierre, auteur anonyme (début XVIIe siècle) - musée Fabre, Montpellier.

D'autres épisodes de sa vie décrits dans les Actes des Apôtres donnent lieu à des représentations plus ou moins connues comme Le Songe de saint Pierre de l'école franco-flamande du XVIe siècle issu du récit no 10.

## Les fouilles archéologiques

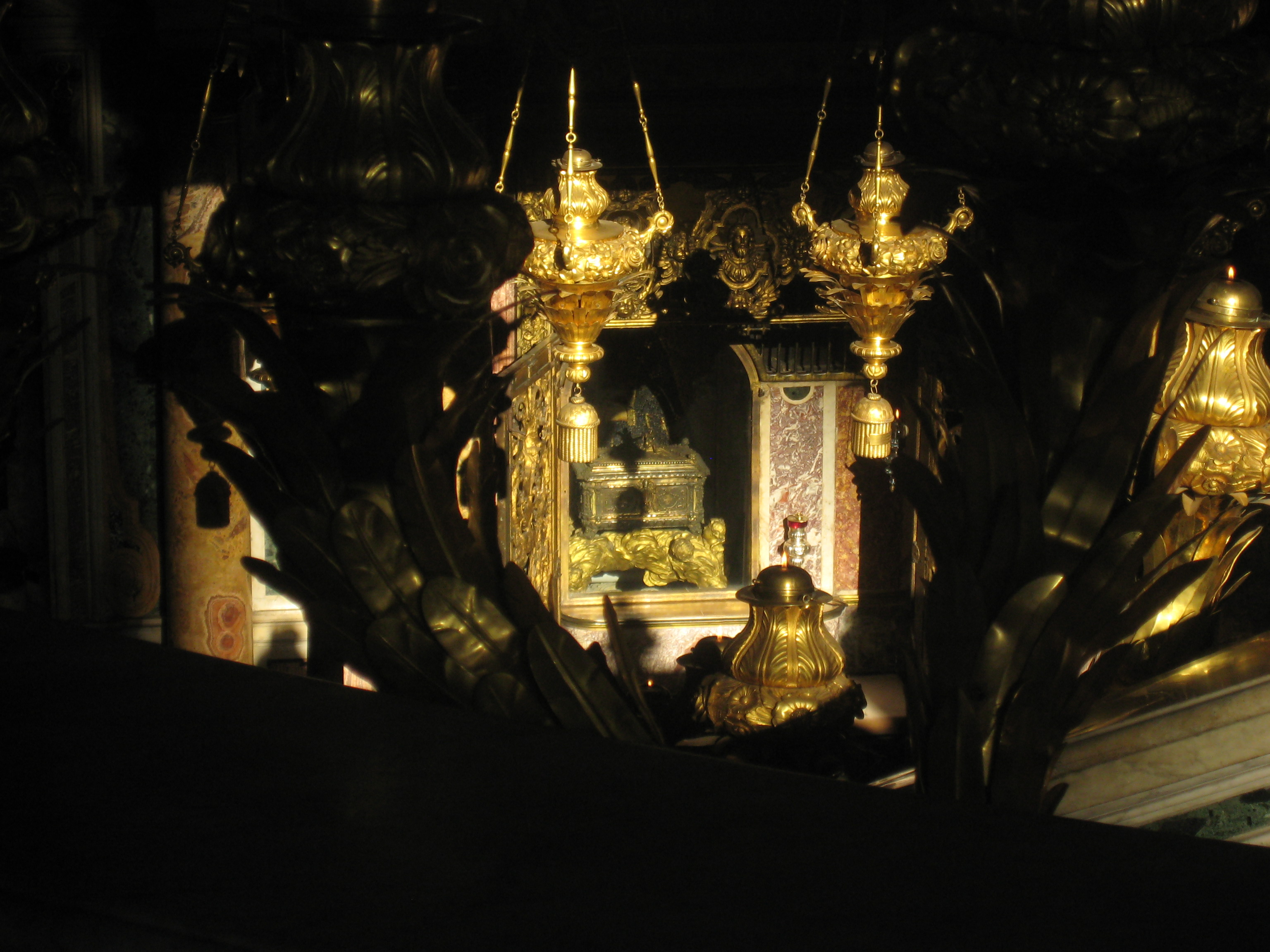
Reliquaire de Pierre dans la basilique Saint-Pierre de Rome.

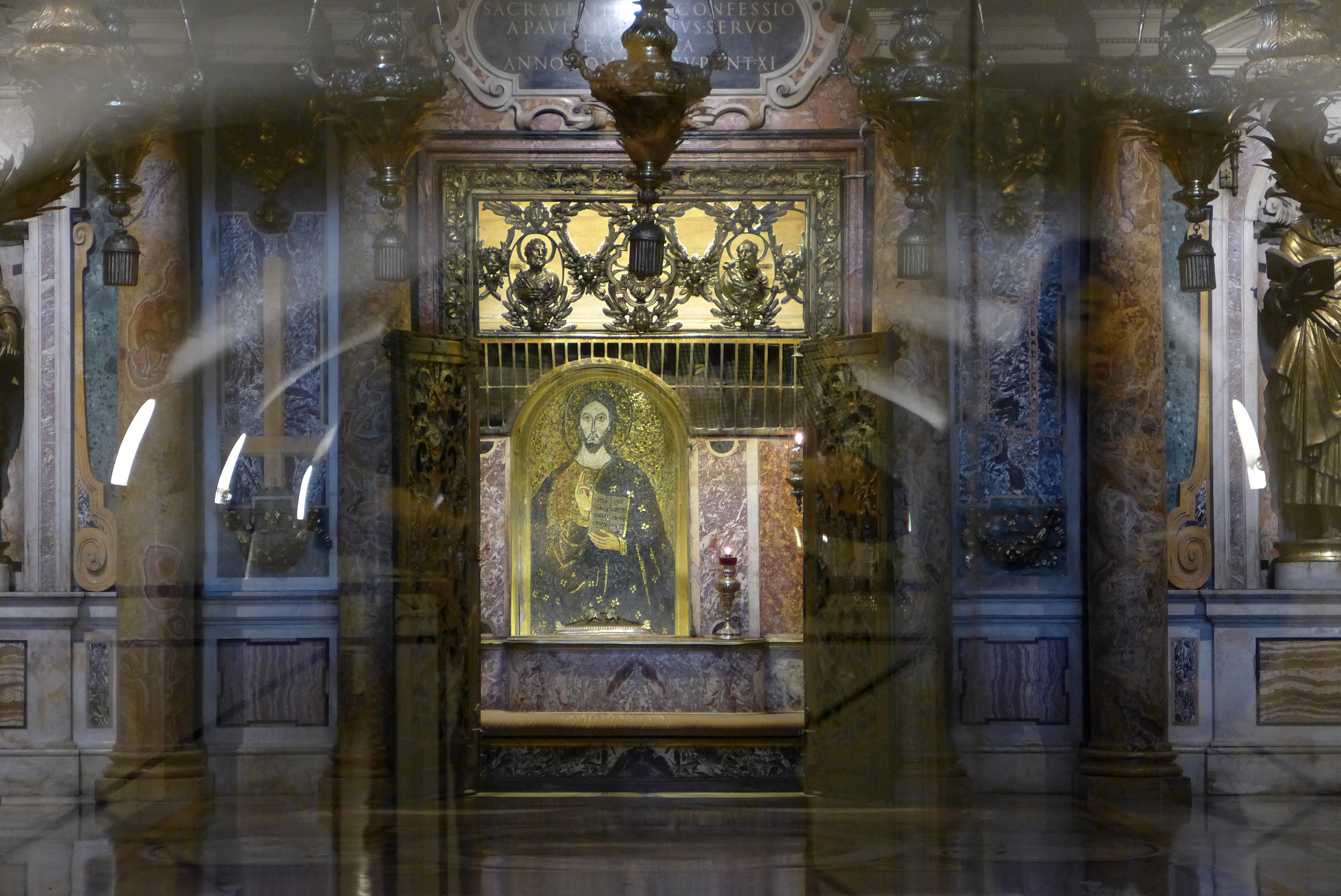
Tombeau de saint Pierre, basilique Saint-Pierre de Rome.

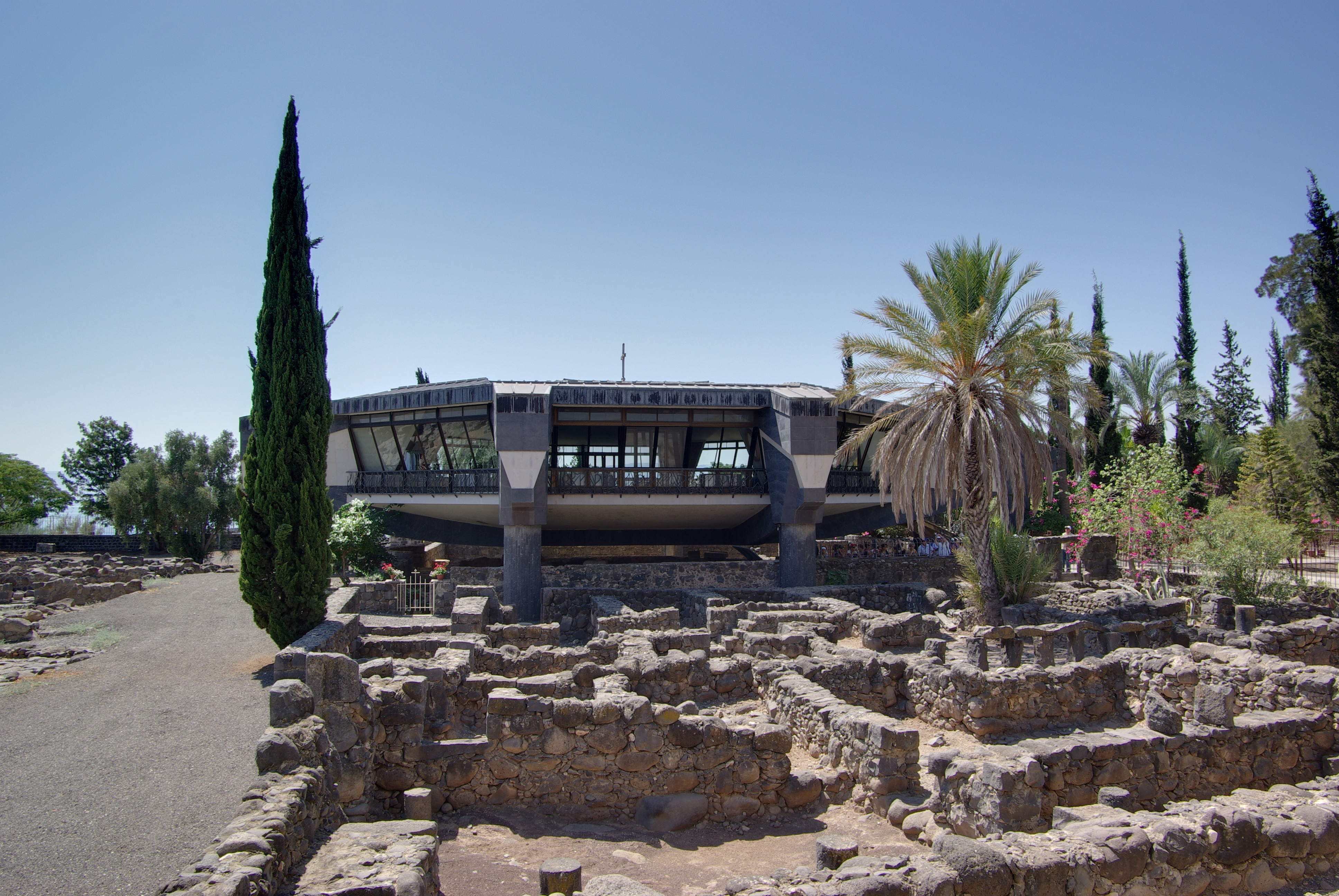
Basilique Saint-Pierre de Capharnaüm, sur les vestiges supposés de la maison de Pierre à Capharnaüm.

La tradition chrétienne localise le tombeau de Pierre à l'emplacement d'une nécropole située au nord du Circus Vaticanus, dont elle était séparée par une route secondaire : la via Cornelia. Bien qu'aucun texte chrétien ne parle de la prédication de Pierre à Rome ou de sa mort dans cette ville avant la fin du IIe siècle et que des premiers textes qui en parlent (Actes de Pierre, Itinéraire de Pierre) aient été écartés par la « Grande Église » en tant que textes apocryphes, la mort de Pierre à Rome est en général acceptée par la critique,.
Un auteur chrétien de la seconde partie du IIe siècle, Gaius, fait état du « trophée » qui recouvrait la tombe de Pierre au Vatican. Les fouilles de la nécropole du Vatican ordonnées en 1940 par Pie XII dans les Grottes du Vatican à l'occasion de la mise en place du sarcophage de Pie XI, ont mis en évidence un cimetière païen et chrétien contenant de nombreuses tombes et, au-dessous de l'autel et à la verticale exacte du sommet de la coupole, un édicule au-dessus d’une de ces tombes, trouvée vide (tombe thêta). Ce mémorial, qui serait le « trophée de Gaius », a par la suite été inclus dans un monument de marbre et de porphyre d'époque constantinienne puis recouvert par des autels construits sous Calixte II (1123), Clément VIII (1594) et enfin par le baldaquin de Saint-Pierre édifié de 1624 à 1633,. Bien que ce soit disputé, certains critiques estiment que les restes humains qui ont été détectés dans l'un des murs de soutien (mur rouge) sur lequel a été incisé un graffito dont subsistent les quatre premiers caractères du nom PETRO (ΠΕΤR), sont ceux de Pierre. Le sépulcre a depuis été aménagé de façon que chaque visiteur puisse voir une partie des reliques de saint Pierre et le « trophée de Gaius ». Le crâne de l'apôtre, quant à lui, se trouve dans un ciborium gothique situé au-dessus de l'autel de la Basilique Saint-Jean-de-Latran, depuis le VIIe siècle siècle.
L'empereur Constantin Ier y fit édifier une première basilique (occupant le site de l'édifice actuel) et dont l'abside fut construite autour de l'emplacement de la tombe, cela malgré les difficultés considérables du terrain, à flanc de colline, obligeant à d'énormes travaux de terrassement, et bien qu'il ait fallu en partie détruire le complexe funéraire antique.

## Reliques
En 1950, des ossements humains ont été trouvés sous l'autel de la basilique Saint-Pierre. Certains ont prétendu que les os étaient ceux de Pierre, affirmation contredite en 1953 par les fouilles d'une autre hypothétique tombe de Pierre à Jérusalem.
Dans les années 1960, des fouilles sous la basilique Saint-Pierre ont mis au jour les ossements d'un homme âgé d'environ 60 ans au Ier siècle, ce qui a amené le pape Paul VI en 1968 à les présenter comme reliques de l'apôtre Pierre. Le 24 novembre 2013, le pape François montre neuf fragments de ces reliques placées dans un reliquaire en bronze (que Paul VI a fait installer dans sa chapelle privée au palais apostolique) pour la première fois en public lors d'une messe célébrée sur la place Saint-Pierre. Les autres ossements restent dans une boîte de Plexiglas placée dans une niche que des groupes limités peuvent voir par une fissure du Mur aux Graffitis, dans la nécropole du Vatican.
En 2014, lors de la restauration de l'autel de l'église Santa Maria in Cappella, des reliques attribuées à certains anciens papes, dont Pierre, auraient été mises au jour.
Lors de la solennité des saints Pierre et Paul, le 29 juin 2019 au Vatican, le pape François offre après la messe au patriarche Bartholomée par l'intermédiaire de Mgr Job de Telmissos (chef de la délégation du patriarcat œcuménique de Constantinople) le reliquaire en bronze contenant neuf fragments des os de l'apôtre Pierre dans l'espérance de voir rétablir la pleine unité entre catholiques et orthodoxes,.